# Señalización bilingüe

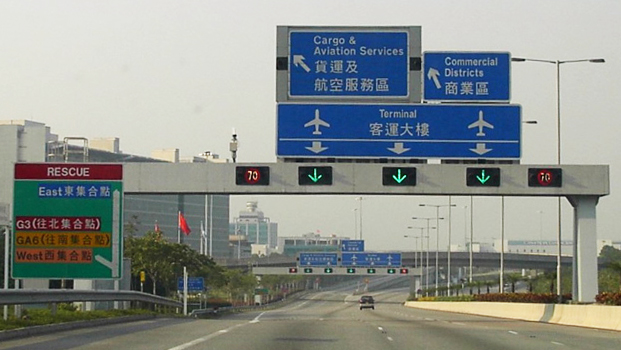
Señalización bilingüe inglés-chino en Hong Kong.

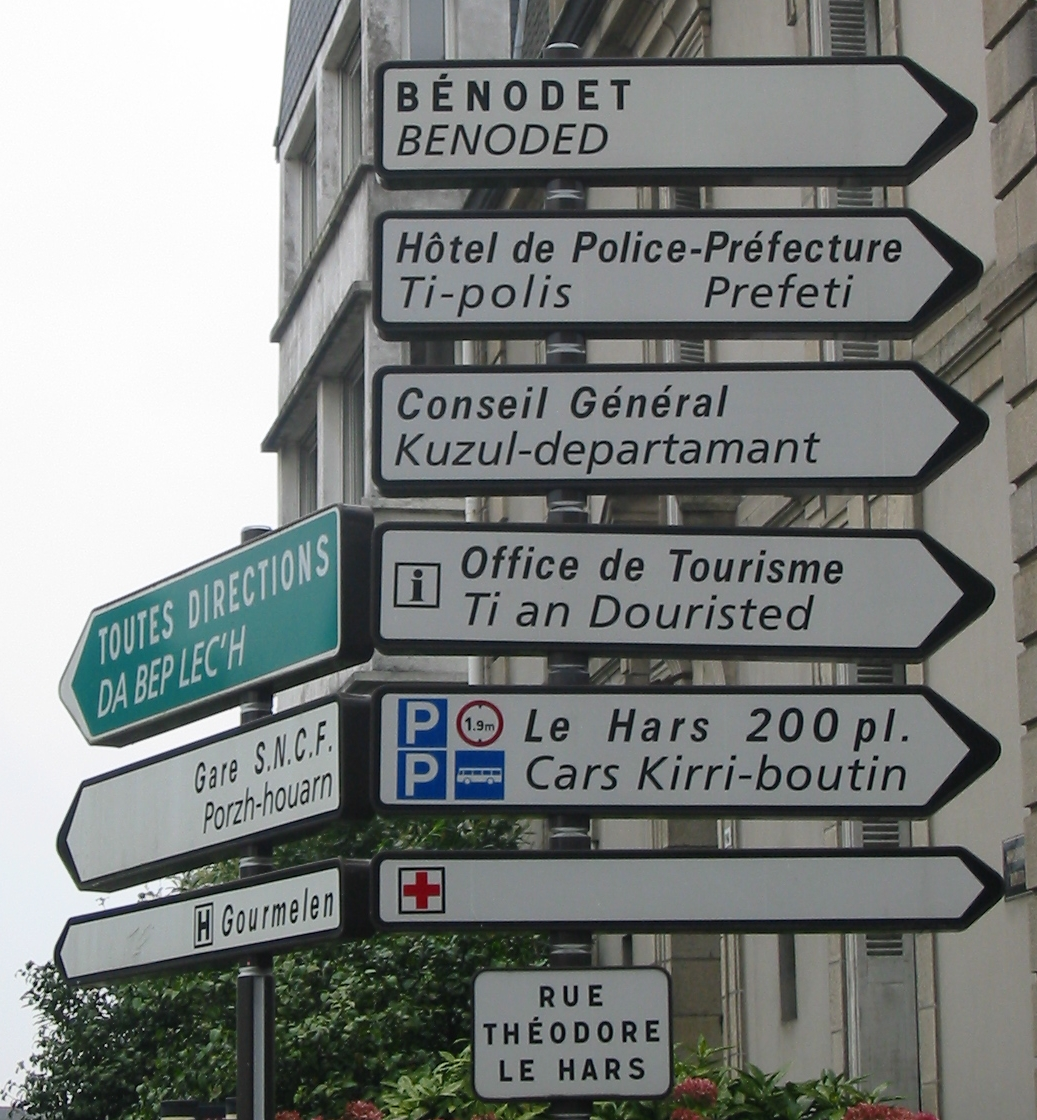
Señalización bilingüe francés-bretón en Quimper (Bretaña).

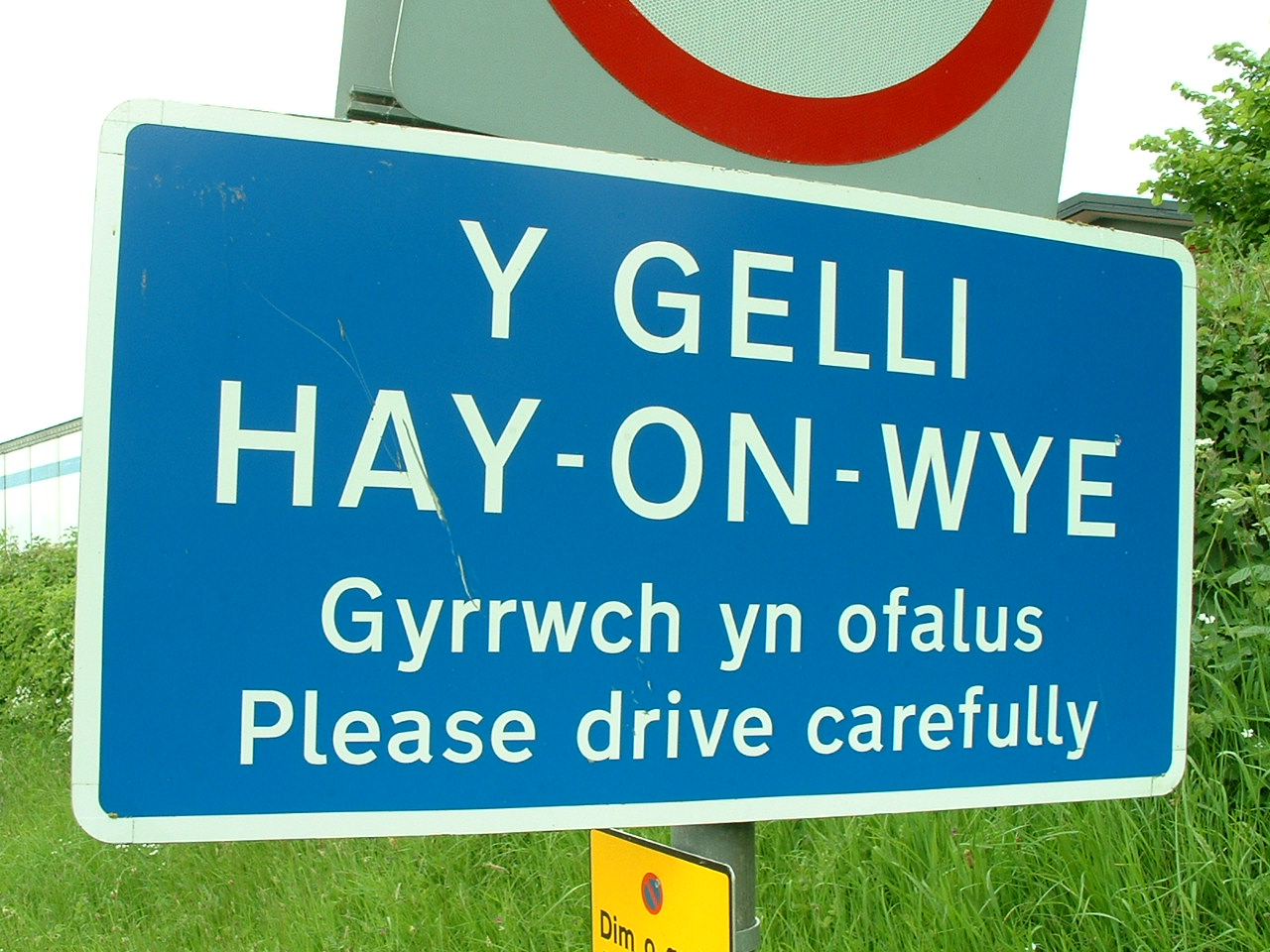
Señal de tráfico bilingüe galés-inglés en Hay-on-Wye (Gales).

La señalización bilingüe (o, por extensión plurilingüe) es la representación en señales de tráfico de inscripciones en más de una lengua. El empleo de la misma se restringe a situaciones específicas en las cuales está vigente el bilingüismo administrativo (regiones bilingües o fronterizas) o hay un notable flujo turístico o comercial (aeropuertos, estaciones, puertos, pasos fronterizos, ciudades turísticas, itinerarios internacionales, sedes de autoridades internacionales). En un sentido más extenso, incluye, en las regiones cuyas lenguas tienen alfabetos diferentes al latino, la transliteración de los topónimos y la eventual traducción de los textos complementarios (generalmente al inglés o al francés). No obstante, la tendencia general suele ser la de reemplazar las informaciones que deberían aparecer en más de una lengua (aun en detrimento de la legibilidad de la señal misma) por símbolos y pictogramas estandardizados internacionalmente, representativos del contenido de la información. El empleo de la señalización bilingüe es quizás el principal instrumento simbólico de percepción e institucionalización de la realidad bilingüe de un territorio.

## Ventajas y compromisos al empleo de la señalización bilingüe

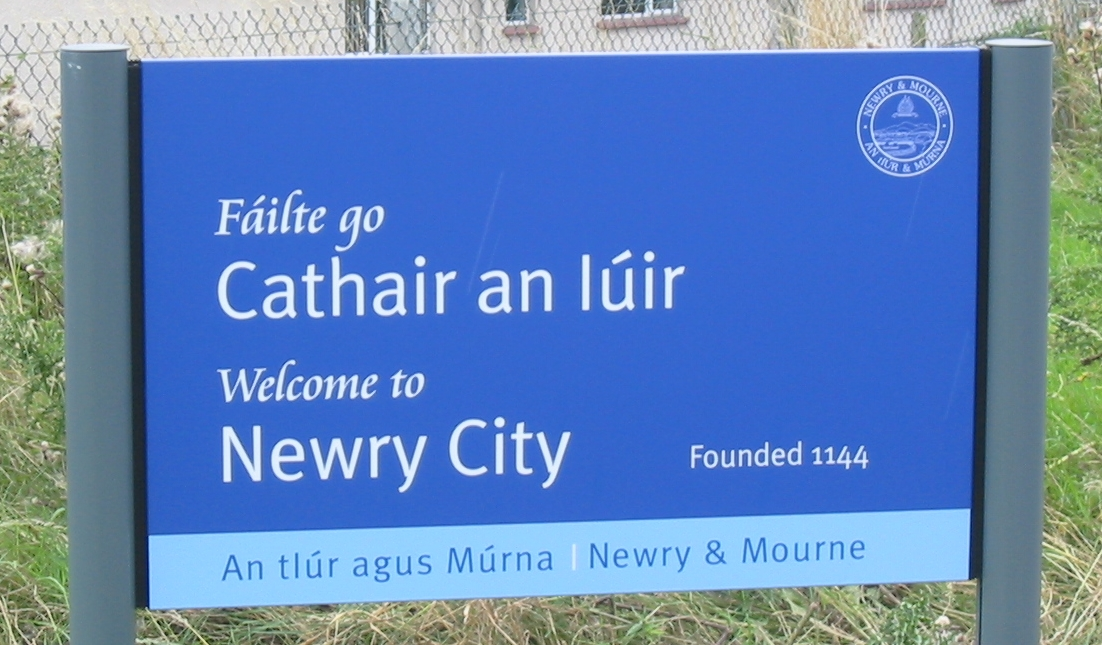
Señal de bienvenida a la localidad de Newry (Irlanda del Norte) en gaélico e inglés.

El empleo de la señalización bilingüe (o plurilingüe) en un territorio requiere un notable esfuerzo organizativo y de coordinación por parte de las autoridades locales y presenta sus ventajas e inconvenientes. Entre las ventajas más destacadas se encuentran: 
- Se presenta muy útil en las regiones fronterizas, ya que determina una continuidad comunicativa entre los países limítrofes;
- Refuerza la percepción de la identidad y la especificidad de un lugar, puesto que la señalización bilingüe es el principal vehículo visual que refleja la aprobación de la oficialidad de una lengua regional o minoritaria en una determinada región;
- Obliga a un mayor empleo de pictogramas de fácil comprensión, y a un estudio más cuidado del diseño de los paneles, a fin de contener dentro de límites aceptables las informaciones que deben transmitirse en más lenguas y, al mismo tiempo, garantizar una comprensión inmediata;
- Incentiva la normalización ortográfica de los topónimos y las variedades lingüísticas locales.

Entre los mayores inconvenientes que comporta la señalización bilingüe se pueden destacar: 
- La duplicación de los textos, que puede engendrar problemas a la seguridad, pues la percepción es más dificultosa, especialmente si el diseño de la señal es pobre;
- La repetición de los textos complementarios, en el caso de las lenguas regionales, de informaciones ya presentes en la versión en el idioma nacional y ya de por sí comprensibles a los usuarios;
- Problemáticas varias relativas a la adecuación del estándar nacional a la situación bilingüe, a la coordinación de la oficialización de los topónimos minoritarios y la normalización lingüística;
- Previsibles gastos mayores en relación con las mayores dimensiones de los paneles de señalización bilingües.

Un estudio realizado en 2000 por el Institute for Transport Studies de la universidad de Leeds —por encargo de la Asamblea de Gales— sobre si la señalización bilingüe puede comprometer a la seguridad vial (en relación con el aumento de la cantidad de texto), ha demostrado que, en presencia de un correcto diseño gráfico, no hay diferencia significativa alguna en el tiempo empleado por los conductores para percibir las informaciones de un panel bilingüe.

## Señalización vial bilingüe en Europa

### España
En España, son oficialmente bilingües las regiones de lengua catalana (Cataluña e Islas Baleares), valenciana (Comunidad Valenciana), vasca (País Vasco y parte de Navarra), gallega (Galicia) y occitana (Valle de Arán).  
Según la norma 8.1-IC de señalización vertical (editada por la Dirección General de Carreteras), los nombres propios de poblaciones, provincias, puntos característicos, etc. serán siempre escritos en el topónimo oficial.
En el caso de que no haya topónimo oficial, se escribe primero el topónimo en la lengua autonómica seguido de una barra (/) y el topónimo en castellano. Si se encuentran en dos líneas, se situará primero el nombre en la lengua local, debajo una línea horizontal y, por último, el topónimo en castellano. No se hace distinción de tipografía entre ambos idiomas.
En el caso de que el topónimo oficial difiera mucho de su versión en castellano y en el Mapa Oficial de Carreteras figure este último, se escriben ambos.
Los nombres comunes se atañen a la misma norma del caso en el que no hay topónimos oficiales, si bien deben ser sustituidos por pictogramas.
Cualquier otro texto indicativo (solo bus, desvío provisional, área de servicios, etc.) aparece siempre en castellano, según el Reglamento General de Circulación.

#### Cataluña
En Cataluña, dado que la gran mayoría de los topónimos oficiales se encuentran en catalán o en occitano (Girona, Lleida, Vielha, etc.), es habitual encontrarse las señales solo en catalán, o solo en occitano en Arán.

#### Comunidad Valenciana

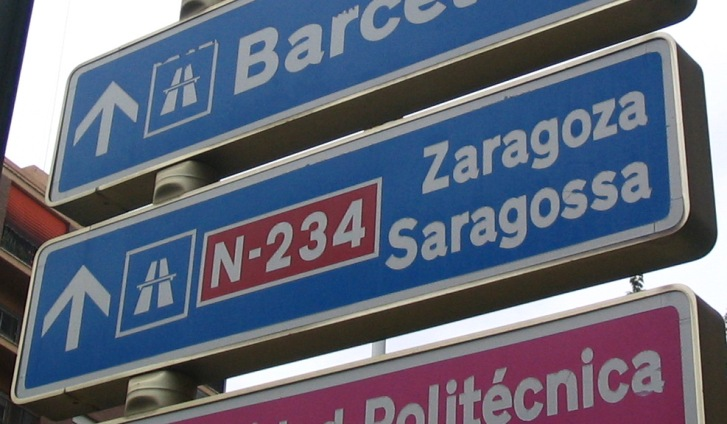
Señal bilingüe (castellano y valenciano) en Valencia.

En la Comunidad Valenciana, las señales hacen referencia al topónimo oficial. Una gran mayoría están en valenciano y otros en castellano (normalmente siguiendo el predominio lingüístico de la población); cuando tienen doble denominación, ésta es usada, ya sea primero valenciano y después castellano o viceversa. 
En el caso de ciudades foráneas, las situaciones son diversas, usándose preferentemente la denominación oficial, pero con algunas dobles denominaciones sobre todo en cascos urbanos, donde la elección depende del ayuntamiento.

#### País Vasco

Señales bilingües (euskera-castellano) habituales en el País Vasco y Navarra.

En el País Vasco, la señalización se presenta heterogénea, cada vez menos pero con cierta presencia aún de antiguas señales direccionales únicamente en español (más raramente en español y euskera) y nuevos carteles bilingües en euskera y español, instalados por las autoridades locales con resultados gráficos muy diferentes. Los municipios han ido convirtiendo con el tiempo su señalización solo al euskera (en especial en las provincias de Vizcaya y Guipúzcoa), mientras que ciudades como Vitoria o San Sebastián la han mantenido bilingüe (con doble denominación oficial en las dos lenguas). En los últimos años, el Gobierno Vasco ha puesto en marcha iniciativas para garantizar una mayor uniformidad gráfica en las señales bilingües: el empleo de la letra mayúscula para los nombres propios de regiones, comarcas y municipios, el empleo de la minúscula para nombres comunes y servicios, la generalización del texto bilingüe en euskera (arriba) y castellano (abajo) con equivalencia gráfica entre las dos denominaciones y el empleo de símbolos o pictogramas de fácil comprensión en el caso de que la indicación esté representada solo en euskera.

#### Navarra

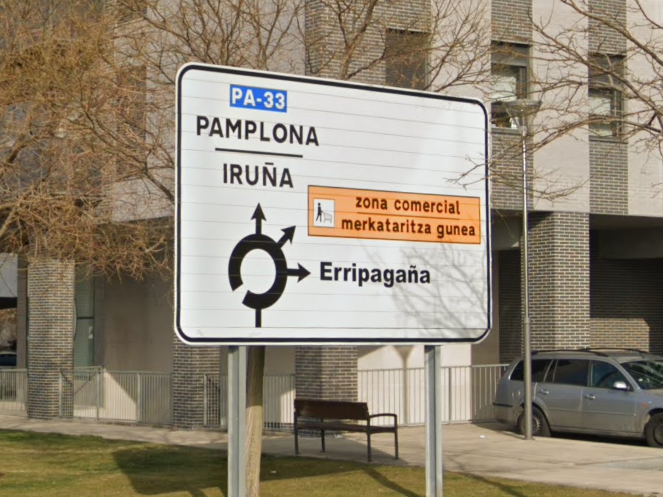
Señal bilingüe en Erripagaña

Señal de confirmación de la autovía del Pirineo, bilingüe

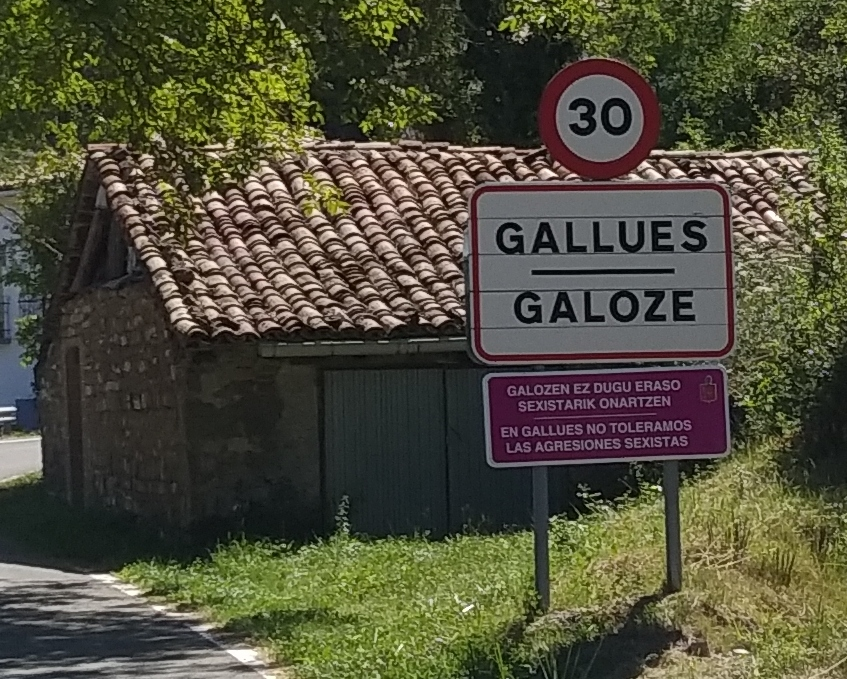
Señal bilingüe en Gallués. La señal de tráfico (arriba) está primero en castellano, al ser zona mixta, pero la señal inferior (informativa) está primero en euskera por decisión municipal

La Comunidad Foral de Navarra está dividida en 3 zonas lingüísticas según la Ley Foral del Euskera. En la zona vascófona, los topónimos oficiales son únicamente en euskera (Bera, Etxarri Aranatz, Elizondo) o cooficiales en euskera y castellano si estos difieren considerablemente entre sí (Urdazubi / Urdax, Orreaga / Roncesvalles, Auritz / Burguete). Las señales de tráfico suelen estar escritas primero en euskera y luego en castellano.
En la zona mixta, los topónimos oficiales van primero en castellano y luego en euskera (Pamplona / Iruña, Estella-Lizarra, Olite / Erriberri), aunque existen algunos municipios que han optado por la oficialidad únicamente del euskera (Etxauri, Orkoien, Bidaurreta). Aquí las señales también se escriben en castellano y en euskera, aunque en este orden.
En la zona no vascófona, los topónimos oficiales son únicamente en castellano, aunque con algunas excepciones (Noáin-Valle de Elorz / Noain Elortzibar y Peralta / Azkoien). Hasta hace unos años, lo normal era encontrar las señales escritas solo en castellano, pero la tendencia reciente es a incluir también la traducción en euskera.
La toponimia oficial navarra, a diferencia del resto de zonas bilingües de España, está en constante cambio. Cada ayuntamiento puede solicitar al Gobierno de Navarra la inclusión de la versión vasca del topónimo en el registro oficial o eliminar la versión castellana. Así, en 2022 se aprobaron las nuevas denominaciones de Baquedano (Baquedano / Bakedao), Juslapeña (Juslapeña / Txulapain), Garciriáin (Garciriain / Gartziriain), Iracheta (Iratxeta) y Romanzado (Romanzado / Erromantzatua). Estos cambios no se reflejan automáticamente en las señales de tráfico, sino que se incorporan una vez que las señales en cuestión son sustituidas al fin de su vida útil.

#### Galicia
En Galicia, la única toponimia legítima es la gallega, oficial desde 1983 (A Coruña, Ourense, etc.), según su Ley de Normalización Lingüística. En consecuencia, los topónimos legalmente válidos son aquellos en lengua gallega.
En cuanto a las señales informativas, lo habitual es que éstas sean monolingües en castellano o en gallego y, en menor medida, bilingües. El castellano predomina en la señalización más antigua y en las ciudades atlánticas, mientras que el gallego en la señalización moderna y en la mayoría de municipios gallegos. Por otro lado, la señalización bilingüe predominó en áreas mayoritariamente gallegoparlantes y en algunos centros urbanos, pero tiende a desaparecer por su escasa adaptación social, siendo habitual encontrarse una de las dos lenguas tachada. En general, hay una tendencia a un mayor monolingüismo en gallego, la cual cuenta con un gran apoyo social y viene respaldada por las altísimas tasas de comprensión de la lengua gallega por parte de la población.
Finalmente, la señalización turística suele estar casi siempre disponible en el idioma propio (el gallego) y el estatal (castellano), con una alta presencia de otras lenguas como el inglés o el francés, si bien en menor medida.

#### Asturias

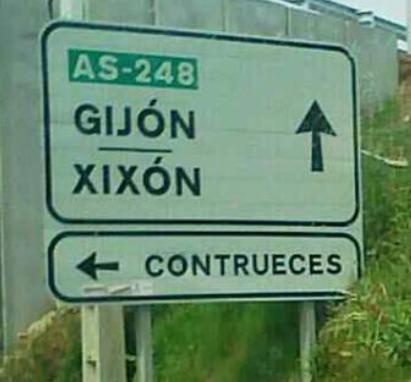
Señalización bilingüe en Gijón.

En el Principado de Asturias, a pesar de no contar la lengua asturiana y el gallego-asturiano con el rango de oficialidad, se está procediendo a la oficialización de la toponimia en los idiomas vernáculos, permaneciendo únicamente denominaciones dobles en aquellos topónimos con gran difusión en castellano, como Gijón/Xixón o Cuadonga/Covadonga. Actualmente existe una gran disparidad dentro de la comunidad autónoma, pues la señalización bilingüe es común en la mayoría de las carreteras de la red autonómica, y en algunas localidades, como Mieres o Sama, se utiliza únicamente el asturiano.

#### Aragón

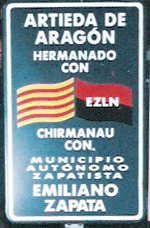
Cartel bilingüe castellano-aragonés en Artieda.

En Aragón, donde tampoco son oficiales el aragonés y el catalán, se está procediendo a la señalización bilingüe de algunas carreteras en las respectivos dominios lingüísticos de cada idioma, ante todo en las comarcas de la Hoya de Huesca, Somontano de Barbastro y la Franja. Los carteles indicando principalmente topónimos, están en español y aragonés o catalán (El Grado/Lo Grau, Almudévar/Almudébar, Bajo Aragón-Caspe/Baix Aragó-Casp).

#### Señalización en árabe

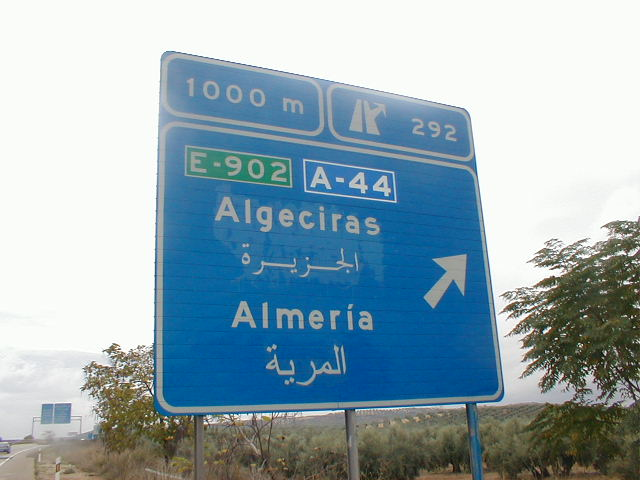
Señalización en castellano y árabe

En algunos trayectos bastante transitados por los pasajeros que van a realizar el “Paso del Estrecho", como la A-4, la A-7, la A-2 o la AP-8, se pueden encontrar señales bilingües en árabe y español para indicar las zonas de descanso y caminos a tomar para llegar a las zonas portuarias con destino al Magreb, como Almería y Algeciras.

### Italia
En Italia, en base al art. 125 del Regolamento di Attuazione del Codice della Strada (DPR n. 495 del 16 de diciembre de 1992) se prevé la posibilidad de realizar las señales en más de una lengua en las zonas oficialmente bilingües, pero para garantizar la legibilidad, precisa que ninguna señal puede contener inscripciones en más de dos lenguas. Los topónimos tradicionales y de uso local pueden añadirse a los topónimos oficiales expresados en italiano. En 2003, fue integrado el Codice della Strada (DLgs n. 285/1992) al art. 37 coma 2° con la introducción de la facultad de los entes locales para utilizar, en las señales de entrada y salida de poblaciones, topónimos en lenguas regionales o idiomas locales presentes en la zona de referencia, además de su denominación en lengua italiana.

#### Tirol del Sur

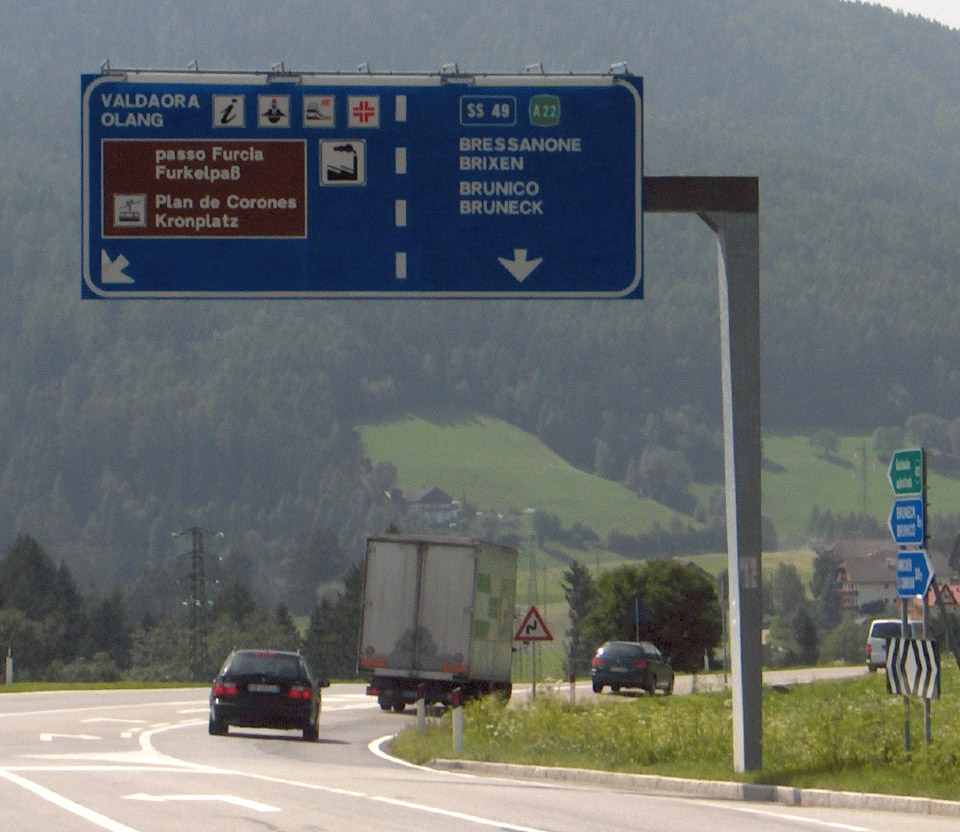
Señalización bilingüe italiano-alemán en el Tirol del Sur.

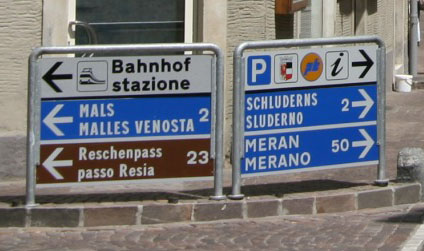
Señales bilingües en Glorenza.

En el Tirol del Sur (Provincia Autónoma de Bolzano), en el que rige un bilingüismo perfecto, las señales son totalmente bilingües, en italiano y alemán. El Estatuto Especial de la Región (que es Ley Constitucional) prevé además en el art. 11 coma 2 "(...) la obligación del bilingüismo en el territorio de la provincia de Bolzano" y que entre las dos indicaciones no haya diferencias de importancia (es decir, que ambas inscripciones estén con el mismo tipo y tamaño de letra). 
Se informa de la doble versión oficial de los topónimos en los carteles de indicación y localización y de todos los demás textos complementarios a las señales de tráfico. Suele utilizarse el orden italiano/alemán en las autopistas y en la ciudad de Bolzano (por su mayoría de hablantes de italiano), mientras que en el territorio restante (por su mayoría de hablantes de alemán) la señalización sigue el orden inverso alemán/italiano, incluidas las carreteras estatales, en la actualidad administradas por la administración provincial (el orden era italiano/alemán bajo la anterior gestión de ANAS). En las señales surtirolesas, de un diseño particularmente cuidado, se proporcionan informaciones no redundantes y se hace un amplio uso de los pictogramas, haciendo unas señales en general claras y homogeneizadas conforme a las reglas del Codice della Strada italiano y las convenciones internacionales.

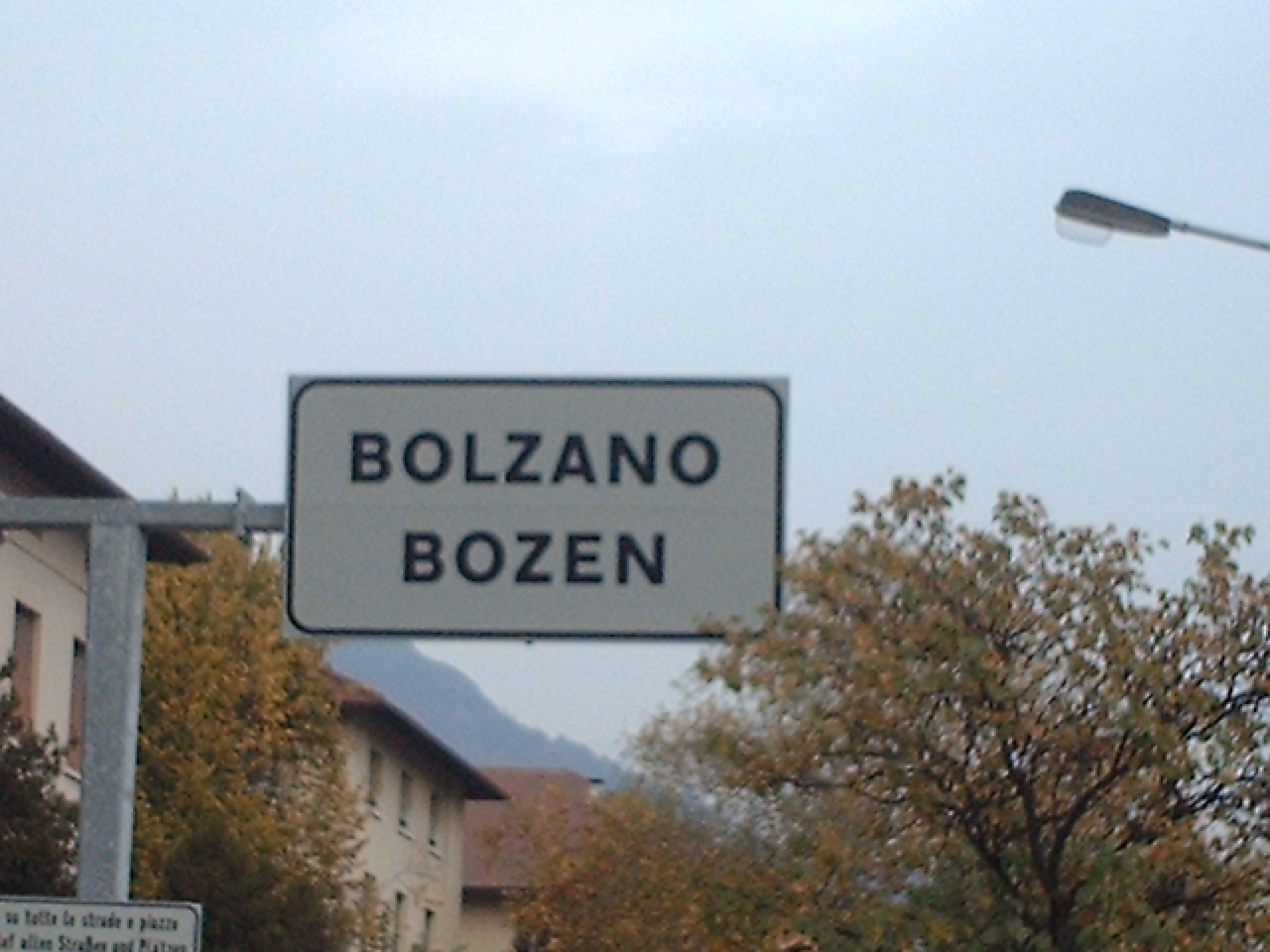
Señal bilingüe en Bolzano.

En los municipios de idioma ladino del Tirol del Sur, la señalización es trilingüe: ladino/alemán/italiano (a pesar de las indicaciones contenidas en el Codice della Strada, mencionadas anteriormente) para las indicaciones toponímicas, de localización y dirección, mientras que solo es bilingüe en alemán e italiano para los textos complementarios, y sigue los esquemas y tipologías utilizados en el resto de la provincia. En los municipios ladinos de la Provincia de Trento, la señalización es de costumbre bilingüe en italiano y ladino, pero está limitada a la toponimia en los carteles de localización y a los de destino en carreteras locales únicamente. Los textos complementarios solo suelen aparecer en italiano.

#### Valle de Aosta
En el Valle de Aosta, donde rige el bilingüismo italiano/francés, los topónimos de las poblaciones aparecen normalmente en las señales de localización y destino bajo la única forma oficial, en francés o francoprovenzal (llevando décadas en desuso sus versiones italianas), con la excepción del municipio de Aosta, que es el único que conserva la denominación bilingüe, así como algunas indicaciones geográficas (montes, pasos, túneles, etc.). La señalización complementaria varía de la forma bilingüe a la monolingüe en italiano.

#### Friul-Venecia Julia
|  |
|  |

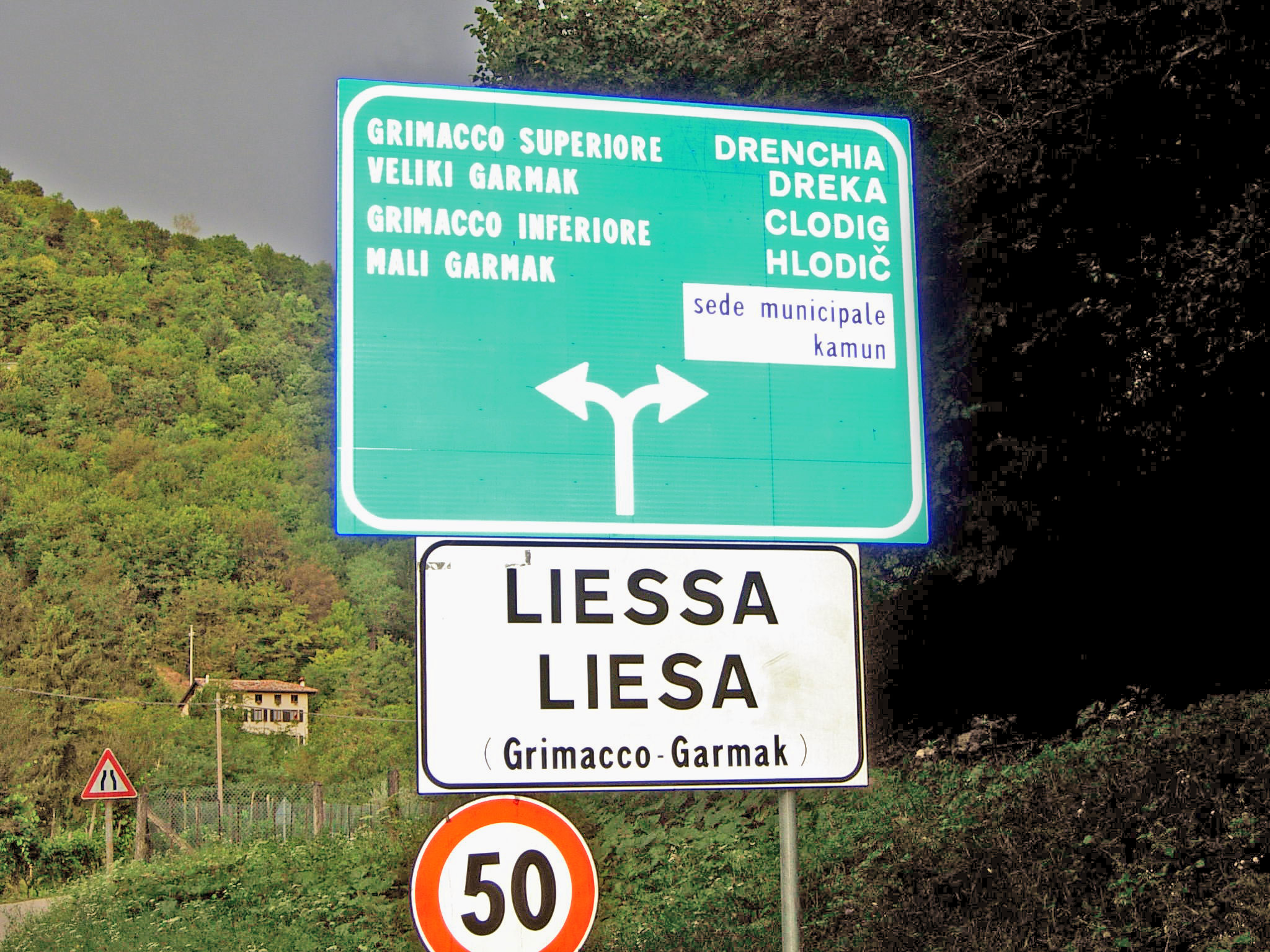
Señal bilingüe italiano-esloveno en el municipio de Grimacco (Valles del Natisone).

En el Friul, el empleo del friulano es reconocido oficialmente por la normativa nacional (Ley 482/1999) y regional (Ley Regional n.15) y ha sido adoptado particularmente en las indicaciones de localización de los municipios (cerca del 40% del total). Además, en la red vial de la Provincia de Údine está en curso un proyecto de sustitución de la señalización de dirección con indicaciones en italiano y friulano. También en la Provincia de Pordenone, en la franja que limita con la provincia de Údine, muchos municipios han colocado carteles de localización (inicio y fin de población) bilingües (por ejemplo: Poffabro/Pofavri en el municipio de Frisanco). Los textos complementarios a las señales son invariables y están únicamente en italiano.  
En Friul-Venecia Julia, en las provincias de Trieste y Gorizia, la señalización presente en los municipios y en las fracciones bilingües del Karst (Carso, en italiano) presenta indicaciones dobles en italiano y esloveno en reconocimiento de la minoría allí presente tutelada por acuerdos internacionales. Las señales de localización bilingües italiano/esloveno (a veces en la variante local) están presentes además en la Provincia de Údine, en la zona de los Valles del Natisone (también llamada Benecija o Slavia Friulana) en los municipios del comprensorio de San Pietro al Natisone, aunque exclusivamente en carreteras locales.

#### Cerdeña

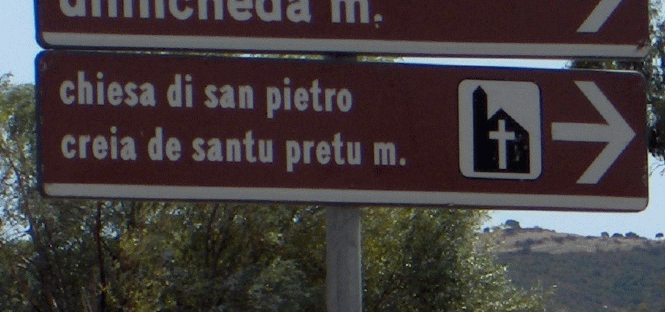
Señalización local italiano-sardo en Cerdeña.

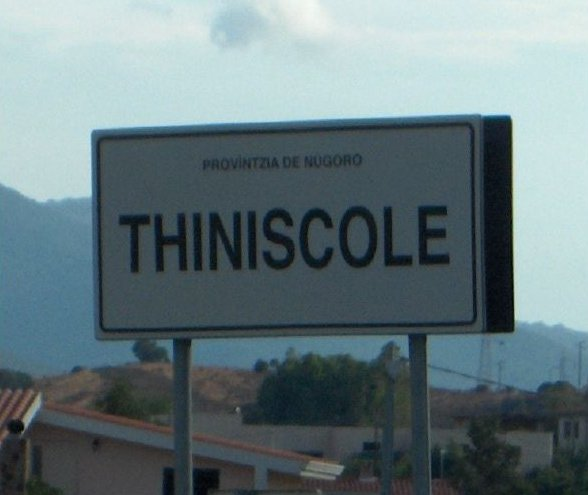
Señalización de inicio del municipio de Siniscola o Thiniscole (Cerdeña).

En Cerdeña, el empleo de la lengua sarda es reconocido oficialmente por la normativa nacional (Ley 482/1999) y regional (Ley Regional n. 26 de 1997) pero, a falta de una toponimia estandarizada (por ser numerosísimos los microtopónimos oficiales que comporta la versión oficial sarda) y de unas reglas de ortografía unitaria (solo recientemente la Región ha adoptado experimentalmente la Limba Sarda Comuna como lengua oficial para los actos de la administración regional), no se ha asumido ninguna iniciativa de acuerdo con la ANAS (acrónimo de Azienda Nazionale Autonoma delle Strade Statali) y las Provincias propietarias de las carreteras. A nivel local, son numerosos los municipios que han adoptado en las carreteras locales carteles de localización y dirección bilingües en italiano y sardo, pero con resultados muy variados. En el Alguer, isla lingüísticamente catalana, la toponimia del casco antiguo es bilingüe en italiano y catalán.

#### Piamonte (valles occitanos)
En los valles occitanos del Piamonte, tutelados por la ley nacional (Ley 482/1999), muchos municipios se han provisto de carteles de localización en italiano y occitano provenzal. Tal es el caso de Roccaforte Mondovì (Rucafuart), Caraglio (Caralh, se pronuncia Caraj) y Valdieri (Vaudier, se pronuncia Vudier) y en las relativas fracciones, incluso habiendo discusiones y puntos en disputa sobre la normalización ortográfica de la variante local entre la escritura estándar occitana y la transcripción italianizada de la pronunciación local. En el territorio se encuentran esporádicamente carteles de dirección bilingües.

#### Otras regiones
En otras regiones, especialmente en el norte de Italia (Piamonte, Lombardía, Véneto) y en los municipios administrados por la Liga Norte, muchas administraciones han interpretado en sentido extenso y de forma interesada las indicaciones del Codice della Strada añadiendo, únicamente en los carteles de localidad y localización (inicio y fin de población), la dicción en la versión local sobre fondo marrón (como "indicación de tipo turístico", normalizada por el art. 39 del Reglamento). Diversos ejemplos de este tipo se encuentran en Novara (Nuàra), Brianza, Cambiago y Barlassina (Barlasìna), en la Bergamasca en Bérgamo (Bèrghem, eliminado sucesivamente al cambio de la Junta), Seriate (Seriat), Albano Sant'Alessandro (Albà), Trescore Balneario (Trescùr), Costa Volpino (Costa Ulpì) y Albino (Albì), con resultados muy variados bajo el punto de vista del diseño gráfico y de la uniformidad ortográfica. Hay que precisar que el art. 131 del Reglamento prohíbe añadir al nombre de la localidad otras inscripciones, ni poner bajo la señal otros escritos, incluso aunque estuvieran en un panel adicional, pero tal regla se incumple sistemáticamente no solo por los topónimos locales, sino también por otras inscripciones (tan variopintas como Municipio desnuclearizado, por la Paz o Control electrónico de la velocidad). En el municipio de Livigno (Sondrio), zona franca fronteriza con Suiza, la señalización vial está completamente en italiano pero las placas de los nombres de las calles están oficial y exclusivamente en el dialecto local (un lombardo con fuertes influencias romanches): Piazza dal Común, Via dala Gesa, Via Saròch. Lo mismo ocurre en Venecia con las denominaciones en veneciano. En Ancona, en las inmediaciones del puerto, la señal es bilingüe en italiano y griego, por la cantidad de ferrys de y hacia Grecia.

### Francia
La señalización bilingüe se utiliza en las regiones bilingües, pero está limitada a las indicaciones toponímicas de localización y dirección, a excepción de los textos complementarios de las señales, que aparecen rigurosamente en francés. El texto en la segunda lengua viene escrito normalmente con un carácter de la misma dimensión y tipografía, pero en cursivas, lo que hace más fácil la distinción entre las dos lenguas y mejora la claridad de la señal.  

#### País Vasco

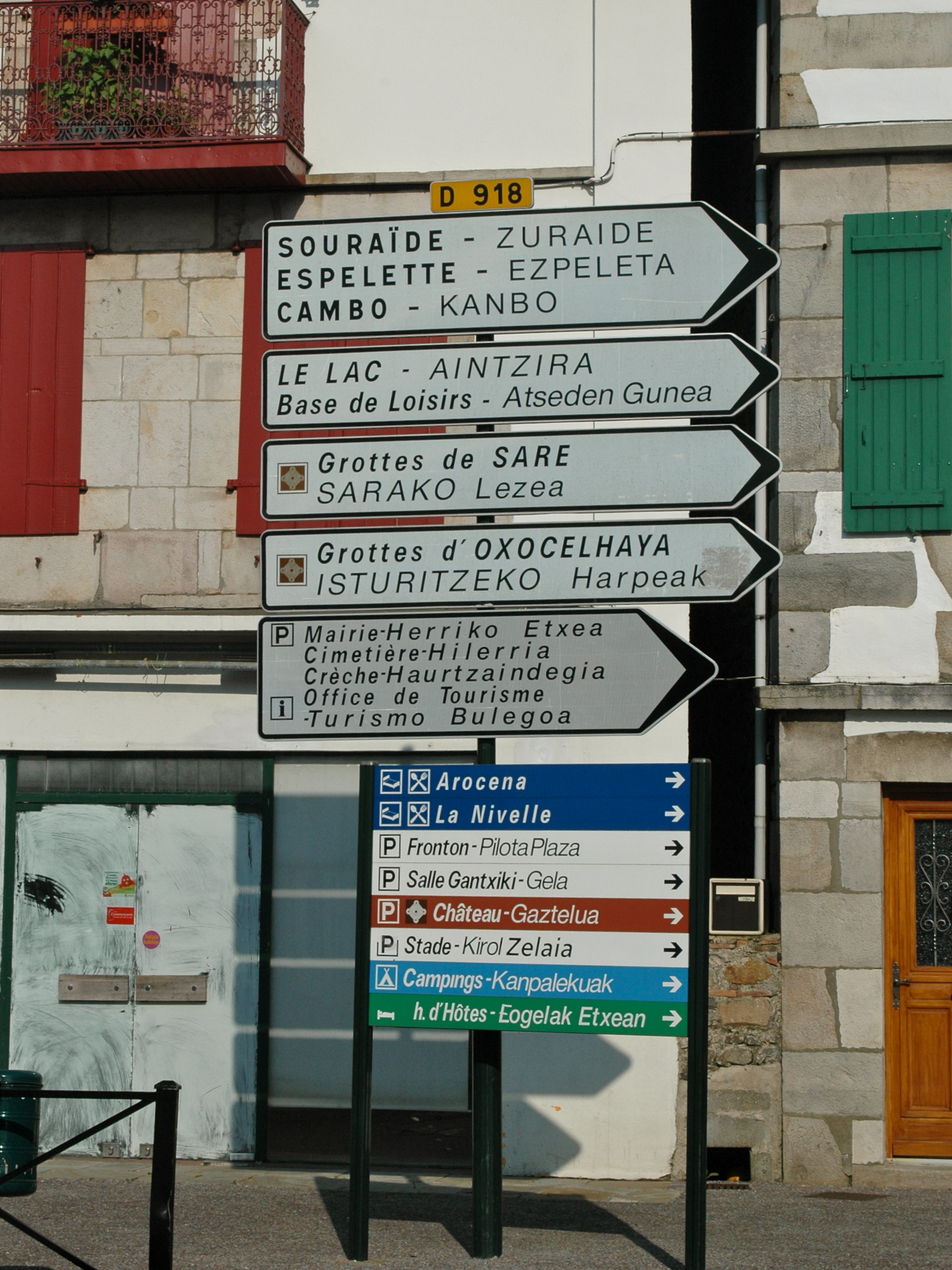
Señalización bilingüe en francés y euskera en Saint-Pée-sur-Nivelle (País Vasco Francés).

En el País Vasco francés, situado en el Departamento de Pirineos Atlánticos, existe la señalización bilingüe en las señales viales, de tráfico y municipales. 

#### Bretaña

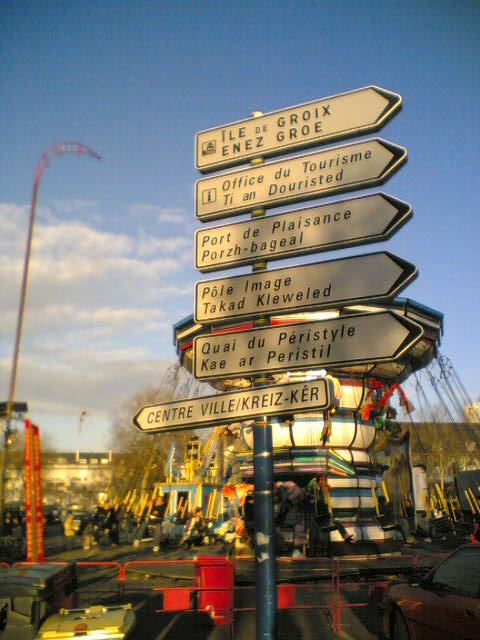
Señalización bilingüe en francés y bretón en Bretaña.

En Bretaña, las señales de localización y dirección son a menudo bilingües en francés y bretón, particularmente en la zona occidental, donde la lengua bretona permanece viva. Los departamentos de Finistère, Côtes-d'Armor y Morbihan han generalizado el empleo de la señalización bilingüe en las carreteras departamentales y locales, como bien ejemplifican los municipios de Guingamp, Lorient, Pluguffan, Quimper, Spézet y, en parte, Brest. A la entrada de muchas poblaciones aparecen dos carteles con el topónimo en las dos lenguas (p.ej.: Quimper/Kemper o Bouée/Bozeg, incluso fuera del actual dominio lingüístico bretón: Rennes/Roazhon). Esta señalización se extiende a las carreteras departamentales y las que indican el límite de un departamento (Département du Finistère/Departamant Penn-ar-Bed), los carteles de preaviso e indicación, las indicaciones geográficas (ríos, etc.), y exceptuando las indicaciones complementarias, que solo aparecen en francés. Como en otras regiones francesas, suelen usarse caracteres en cursiva para el bretón, a pesar de que la "Office de la Langue Bretonne" recomienda emplear el mismo tipo de carácter tipográfico para las dos lenguas. En gran parte de las localidades pequeñas, el topónimo francés coincide con el bretón. A pesar de todo, las señales únicamente en francés están muy presentes, en particular en las carreteras nacionales (estatales).

#### Alsacia
En Alsacia, donde la población habla un dialecto alemán (el alsaciano), los topónimos de las localidades pequeñas son normalmente de origen alemán (con alguna adaptación ortográfica francesa). Sin embargo, solo es oficial la lengua francesa, en la que se escriben todas las señales verticales. En el casco antiguo de Estrasburgo, algunos nombres de calles se presentan en la doble forma francesa y alsaciana, aunque solo la primera tiene valor oficial.

#### Occitania

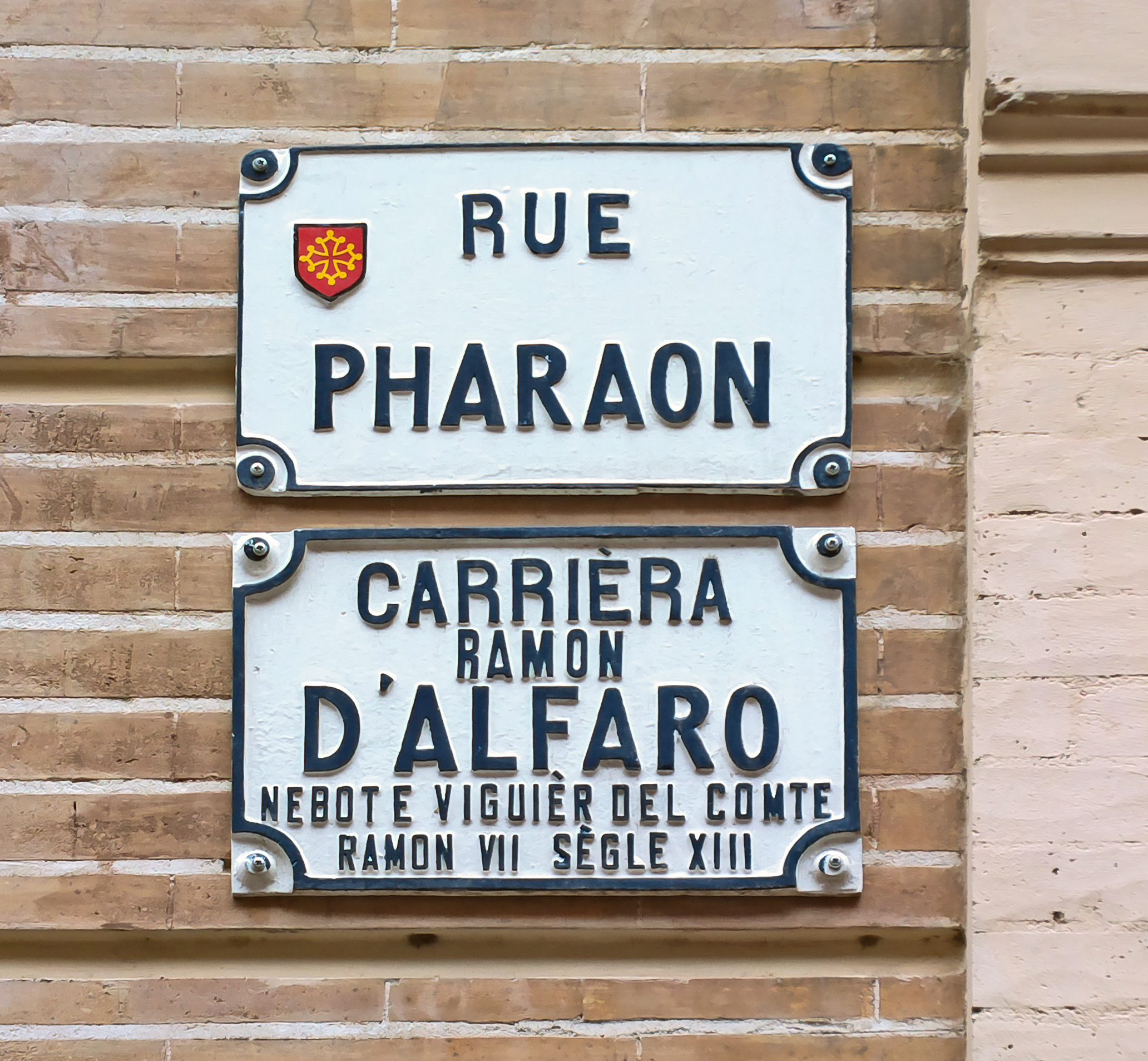
Un cartel bilingüe (francés y occitano) de una plaza del centro de Toulouse.

En algunos municipios de Occitania, las denominaciones de las vías en los cascos antiguos (más raramente las señales de localización) aparecen en francés y en la variante local de la lengua occitana, y también la referencia al nombre anterior, cuando proceda. Por ejemplo, en Niza aparecen en francés y en nizardo las indicaciones de inicio y fin de población (Nice/Nissa) y los nombres de las calles del casco antiguo (rue Sainte Marie/Carrera Santa Maria, Quai des États-Unis/Riba dou Miejou). No obstante, la toponimia oficial es exclusivamente la francesa y la señalización vial de dirección es exclusivamente en francés. En el limítrofe Principado de Mónaco, y solo en el casco antiguo (Rocca), los nombres de las calles se presentan en francés (lengua oficial) y monegasco, dialecto ligur con influencias occitanas hoy casi extinguido (p.ej. rue central/carruyu de mezu).

#### Córcega

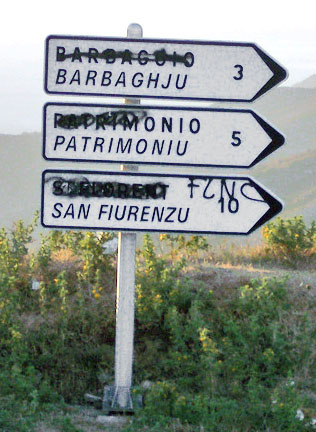
Señal bilingüe cerca de Bastia, con la versión en francés tachada.

En Córcega, las señales de localización y dirección es bilingüe (francés/corso) en todo el territorio regional (aunque la casi totalidad de los topónimos oficiales franceses provienen del italiano), incluidas las carreteras nacionales y departamentales (Ajaccio/Aiacciu, Corte/Corti, Porto-Vecchio/Porti-Vechju, Sartene/Sartè, Bonifacio/Bunifaziu), con un notable grado de uniformidad. En la vialidad local, algunos municipios, particularmente en las zonas interiores, han adoptado carteles de dirección únicamente en corso. Los nombres de las calles y los carteles de servicios, en cambio, están exclusivamente en francés.

#### Rosellón
En el departamento de los Pirineos Orientales (región del Languedoc-Rosellón),  se pueden encontrar carteles en francés y catalán.

### Gran Bretaña

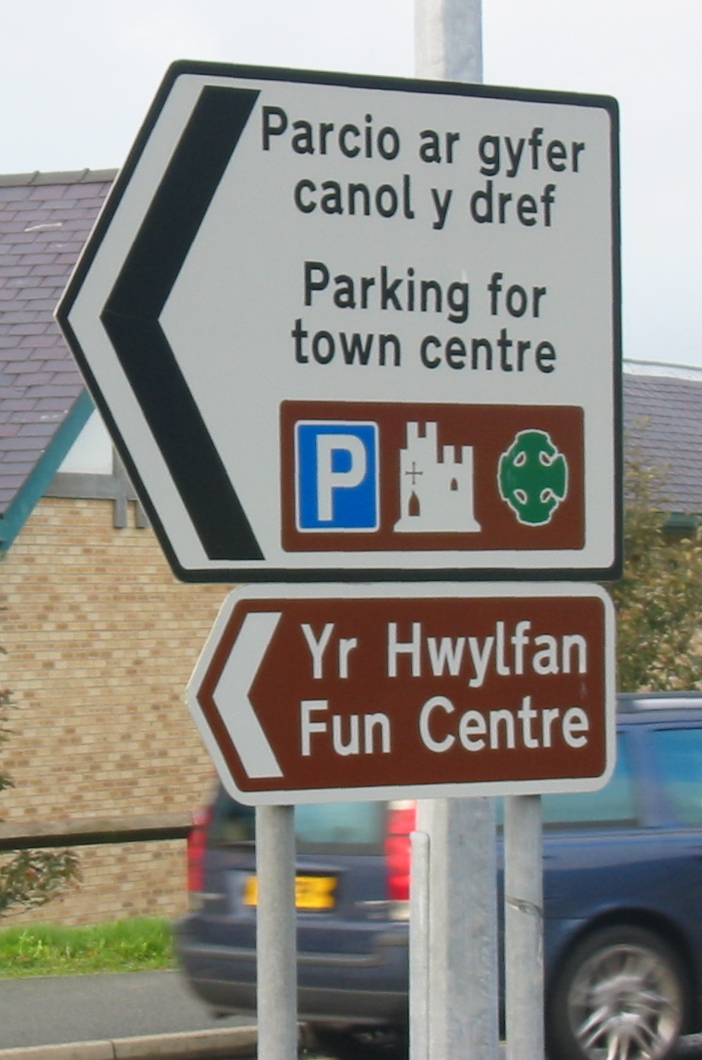
Señal bilingüe en galés/inglés en Carnavon.

En Gran Bretaña, la señalización bilingüe se emplea en Gales y en la parte noroccidental de Escocia.  
En Gales, se usa la señalización bilingüe en inglés/galés en todo el territorio regional en lo referente a señales de localización y dirección. Las versiones locales suelen utilizar el mismo tipo de carácter empleado para la versión inglesa, sin diferencias de tamaño ni de color. Muchas indicaciones locales (nombres de vías, etc.), sin embargo, se indican solo en inglés. En la red vial, la preferencia por la lengua inglesa o galesa depende de la lengua escogida por el ente propietario de la calle. En el sureste y noreste de Gales, las indicaciones aparecen principalmente en el orden inglés/galés, mientras que en el resto del país siguen el orden galés/inglés. En varios municipios del noroeste solo es oficial la denominación de las vías en galés.

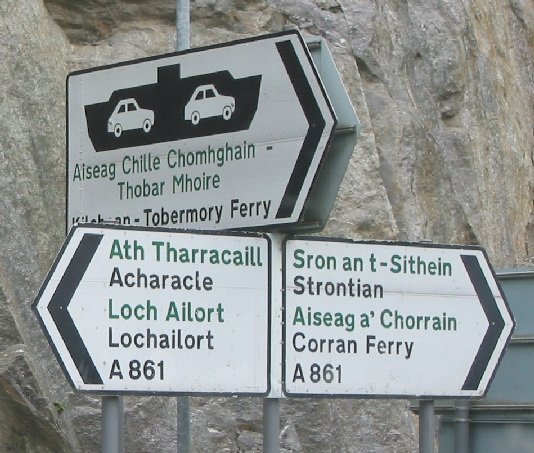
Señalización bilingüe en gaélico escocés e inglés en las Highlands escocesas.

En Escocia, desde hace algunos años se utiliza en las Islas Hébridas (donde se ha sustituido oficialmente el inglés en la toponimia) y en la franja noroccidental de la región (Scottish Highlands a efecto del Gaelic Names Scotland Act de 1997), donde todavía permanece vivo el gaélico. Las indicaciones vienen primero en gaélico escocés (en color verde oscuro) y por debajo en inglés, con el mismo carácter y dimensión, pero en color negro.
Además, existen señales bilingües en inglés/francés y millas/km (Gran Bretaña todavía usael Sistema imperial en las señales de tráfico, aunque el oficial sea ya el Sistema métrico decimal) que se emplean en Dover en los tramos terminales de los itinerarios principales que conducen a Francia (puerto, Eurotúnel).

### Irlanda

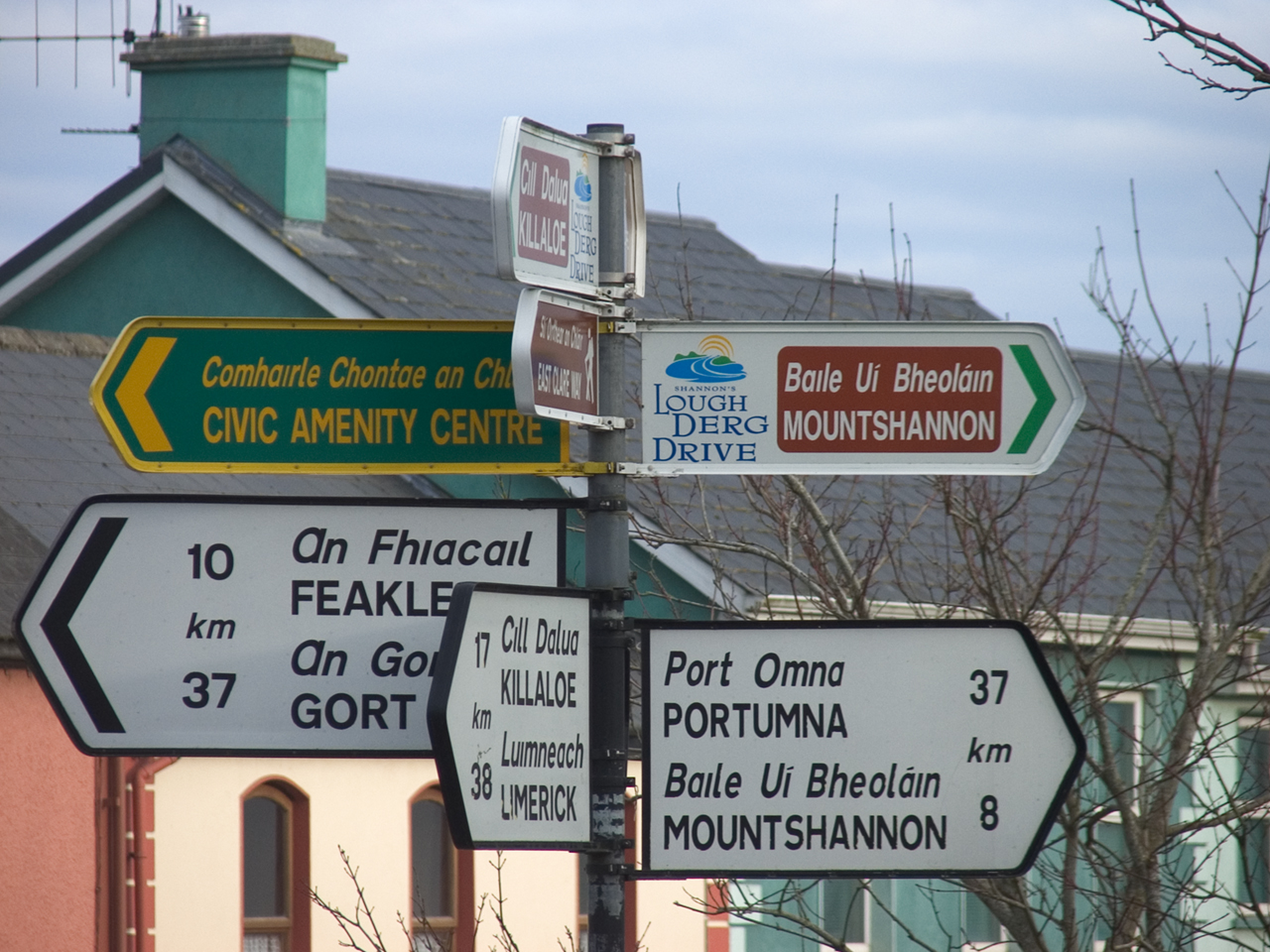
Señales bilingües irlandesas, en gaélico e inglés.

En Irlanda, el bilingüismo inglés/gaélico irlandés es oficial en todo el territorio nacional, aunque la lengua local solo se hable extensamente por la población en una zona limitada en la costa occidental de la isla (llamada oficialmente Gaeltacht). Las señales de indicación fuera de esta zona son bilingües y siguen el esquema de sus homónimas británicas (excepto los carteles de peligro, que son de tipo americano, un rombo amarillo).  
Para facilitar la distinción, las indicaciones se escriben primero (encima) en gaélico en letras cursivas (y en letras minúsculas) y por debajo en inglés (en letras mayúsculas). En los carteles antiguos, el orden siempre era gaélico/inglés, pero el texto en gaélico estaba escrito en caracteres celtas mayúsculos.  
En la zona Gaeltacht, donde las señales aparecen exclusivamente en lengua gaélica, está en curso desde 2005 un proceso para hacer oficiales solamente los topónimos gaélicos y convertir gradualmente las actuales señales bilingües a señales con texto solo en gaélico (p.ej. el texto Géill Slí en las señales de ceda el paso).

### Alemania

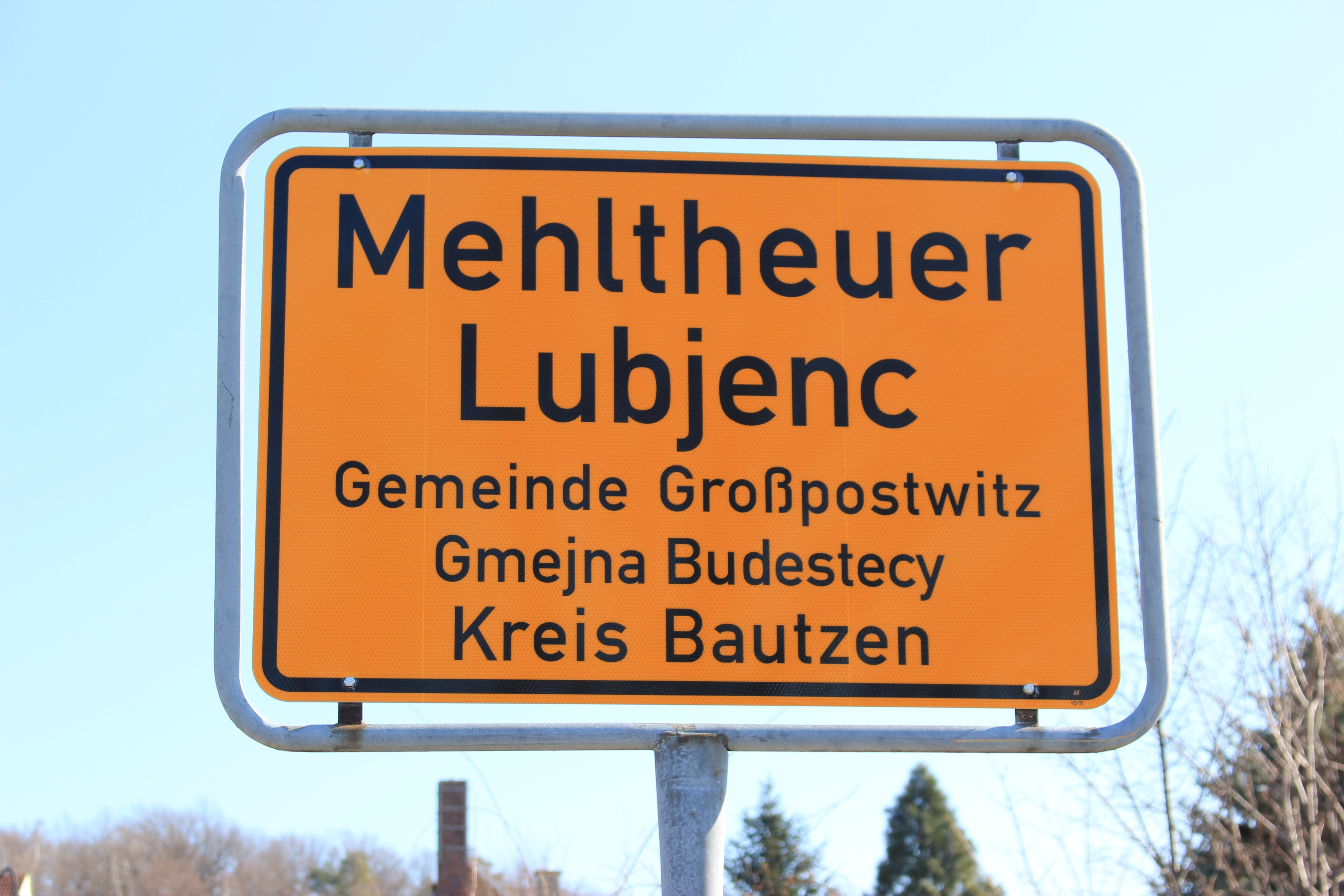
Señal bilingüe alemán-sórabo en Bautzen.

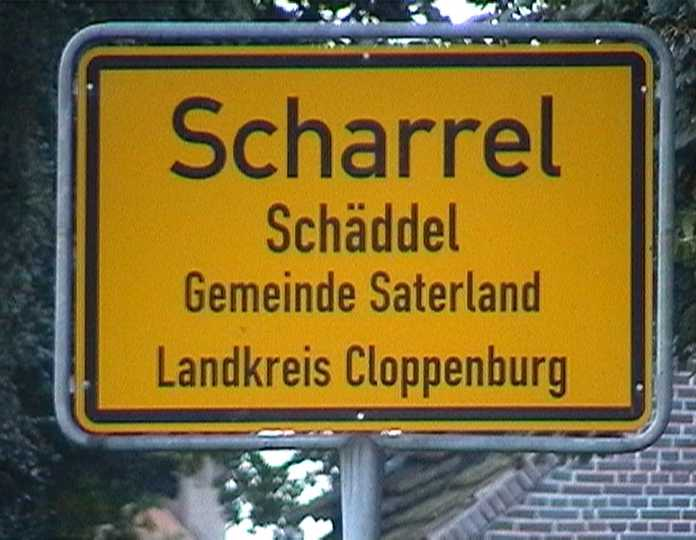
Cartel bilingüe alemán-frisón oriental en el Saterland.

En Alemania, son parcialmente bilingües las regiones de lengua sóraba alrededor de Cottbus, los municipios frisones del Saterland y las Islas Frisias Orientales y la franja fronteriza con Dinamarca.  
En la franja lindante con Polonia, alrededor de la ciudad de Cottbus, de lengua y cultura sóraba, está implantada la señalización bilingüe (limitada a las señales de localización).  
En la zona de la lengua frisona oriental, se utiliza la señalización bilingüe en el Saterland (solo en las señales de entrada y salida de población), normalmente empleando caracteres de menores dimensiones con respecto a los de la denominación oficial en alemán.

### Austria

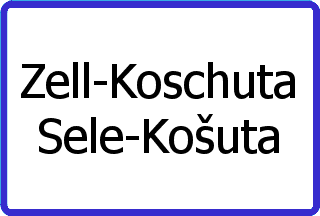
Señal de inicio de poblado bilingüe (alemán y esloveno) en Carintia.

En Austria, la ley sobre la protección de las minorías prevé el empleo de la señalización bilingüe en las localidades en las que una minoría lingüística constituya al menos el 10% de la población.
Es bilingüe la región de Klagenfurt (Carintia), originariamente de lengua eslovena, en particular en las áreas rurales. La señalización bilingüe alemán/esloveno se limita, sin embargo, a las indicaciones de localización (principio y fin de población, topónimos geográficos) y ha provocado encendidas discusiones entre las autoridades locales y las protestas de los movimientos políticos nacionalistas (incluido el gobierno regional de Carintia dirigido por Jörg Haider, que se ha opuesto a la medida), concluidas con una sentencia del Tribunal Constitucional que ha restablecido la señalización bilingüe (un reciente sondeo no oficial ha reflejado que la mayor parte de la población de la región se opone a la señalización bilingüe).
La región de Eisenstadt (Burgenland) tiene también señalización bilingüe en algunas partes del Burgenland en alemán y croata y en otras partes en alemán y húngaro. En Burgenland no hay discusiones políticas sobre la señalización bilingüe como en Carintia.

### Bélgica

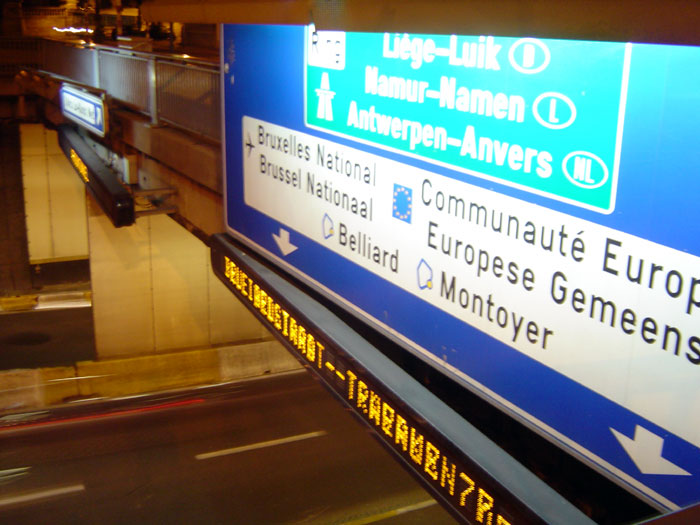
Pórtico bilingüe en francés y neerlandés en Bruselas.

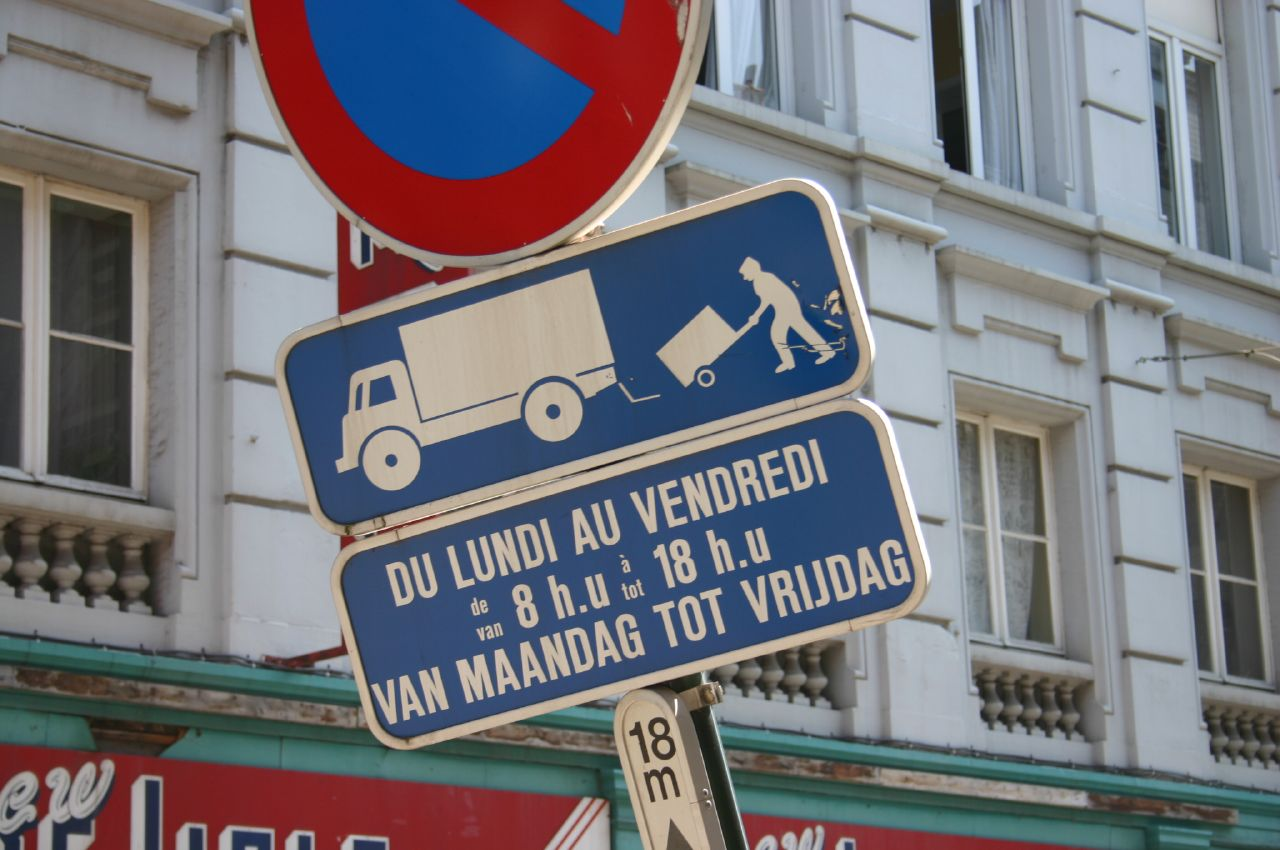
Señal bilingüe en Bruselas.

En Bélgica, es bilingüe (francés/neerlandés) la región de Bruselas-Capital, donde todas las señales viales aparecen en la doble forma lingüística. Las regiones de Flandes y de Valonia, en cambio, son de lengua neerlandesa y francesa, respectivamente, en las cuales están escritas sus respectivas señales monolingües. En la Comunidad germanófona de Bélgica, que se extiende a lo largo de una pequeña franja fronteriza con Alemania y Luxemburgo alrededor de la ciudad de Eupen), la lengua oficial es la alemana, y las señales se escriben en alemán y francés, aunque los pobladores han tratado de tachar la escritura francesa.

### Grecia

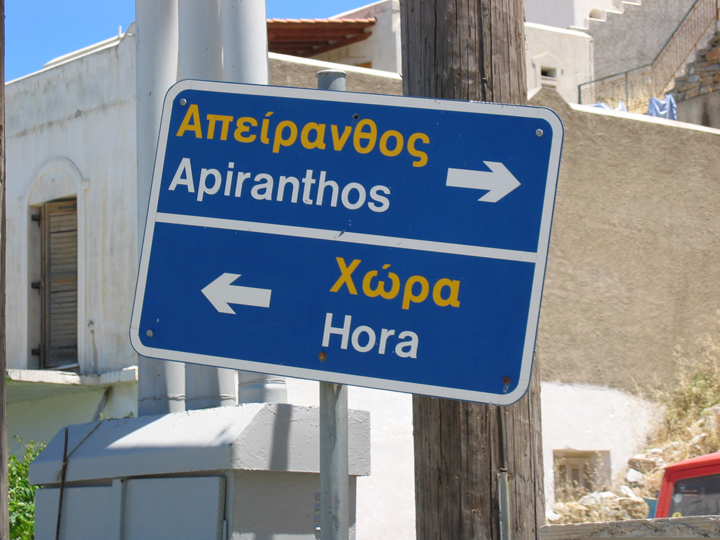
Señal en Naxos, con el topónimo en caracteres griegos y transliterado al alfabeto latino.

Grecia no posee zonas oficialmente bilingües, pero como el idioma griego utiliza un alfabeto propio, no latino, se suele agregar en la misma señal la transcripción en caracteres latinos o en inglés (ya sea en el mismo cartel bajo el topónimo en griego o en un panel adyacente). A fin de facilitar la distinción sobre fondo oscuro (p.ej. azul) los textos en caracteres griegos suelen tener color amarillo y los textos en caracteres latinos color blanco. Sobre fondo claro (p.ej. blanco) ambos tienen color negro. Las informaciones complementarias no se suelen transcribir al alfabeto latino. En las zonas rurales es más raro ver señales con la transliteración latina.

### Eslovenia y Croacia
Eslovenia reconoce la zona bilingüe de Istria litoral (distrito de Koper), donde todas las señales de localización, dirección, nombres de calles y paneles complementarios son bilingües en esloveno e italiano. Además, hay una zona bilingüe esloveno/húngaro en el distrito de Lendava/Lendva.  
En Croacia son oficialmente bilingües varios municipios, sobre todo costeros o del interior más inmediato de la Región Istriana (entre ellos Pula, Poreč, Rovinj y Umag), en los que las señales de localización, dirección (limitada a los topónimos bilingües) y las placas de calles suelen ser bilingües en croata e italiano. Muchos microtopónimos e informaciones complementarias solo se indican en croata, sobre todo en el interior. En Rijeka y Dalmacia, la señalización es exclusivamente en croata.

### Polonia

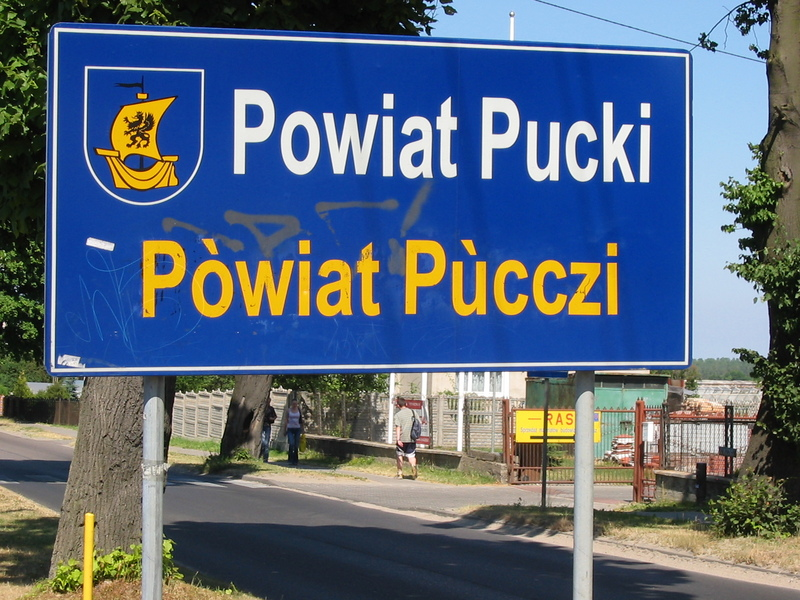
Cartel bilingüe polaco-casubio de límite de distrito en Puck (Pomerania).

En Polonia se utiliza la señalización bilingüe (limitada a las indicaciones de localización) en los municipios donde se ha implementado una política bilingüista como lengua auxiliar al polaco, como una manera de reconocimiento a las minorías lingüísticas del país, tales como el idioma casubio de Pomerania, el alemán hablado por los alemanes étnicos y el rusino, hablado en pequeñas localidades del voivodato de Pequeña Polonia.

### Finlandia

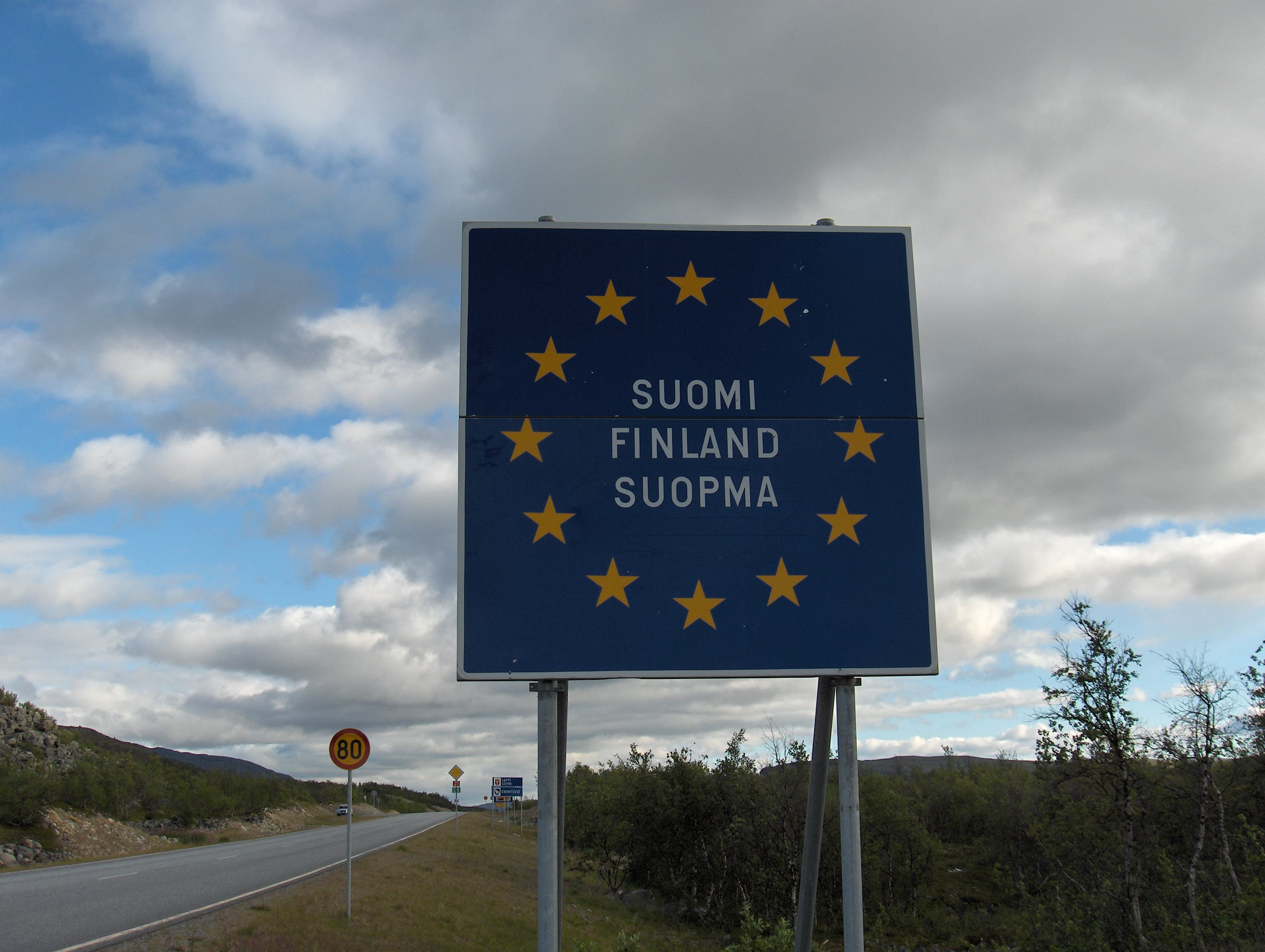
Señal trilingüe (finlandés, sueco y sami) que marca la frontera finlandesa cerca de Kilpisjärvi, en Laponia.

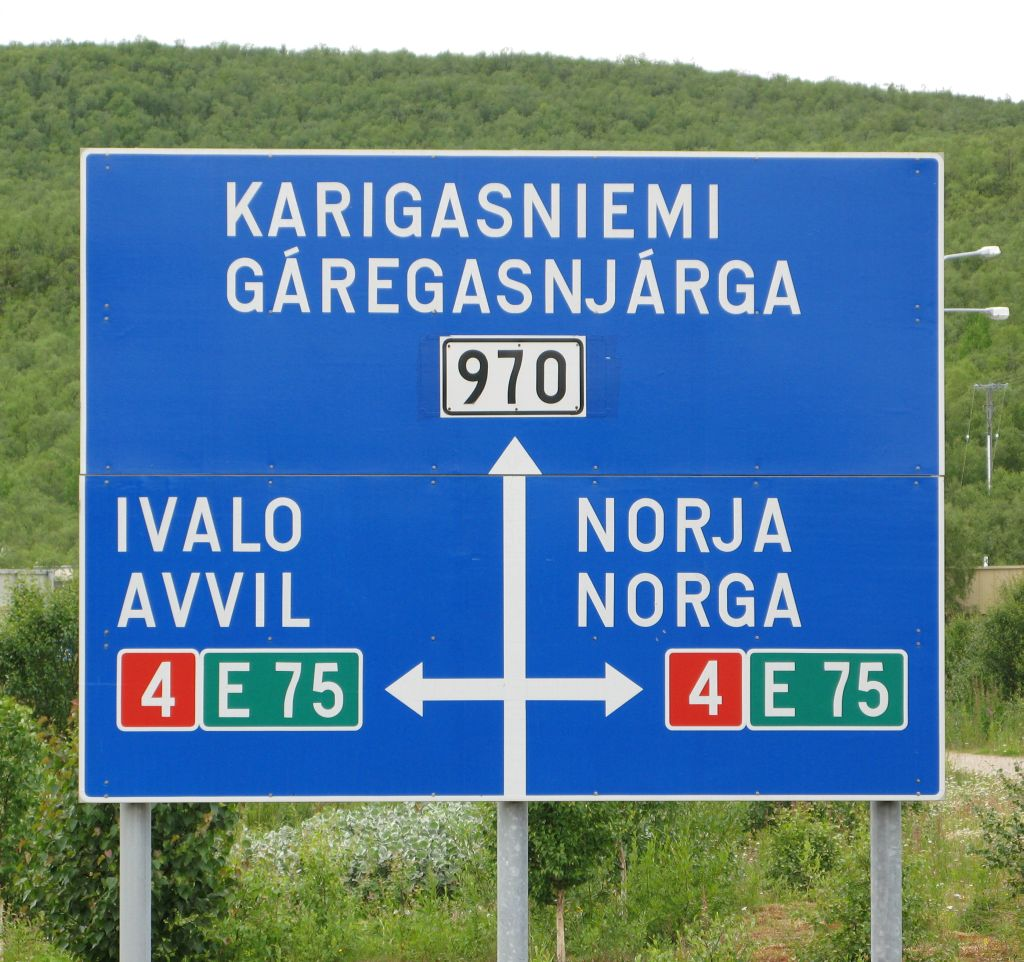
Señalización bilingüe en finlandés y en sami en Utsjoki, en Laponia.

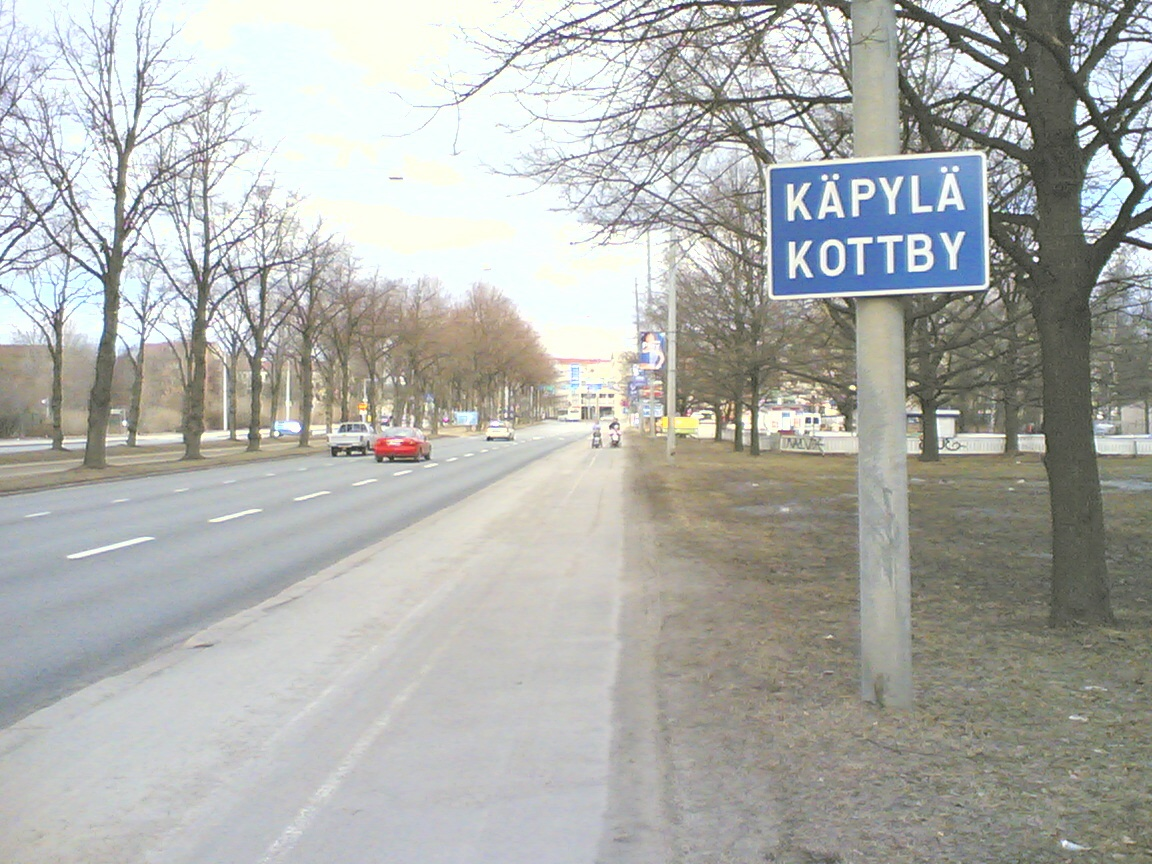
Señal bilingüe a la entrada de Käpylä, un barrio de Helsinki.

En Finlandia, el 6% aproximadamente de la población habla el sueco. Este país posee una de las legislaciones europeas más evolucionadas en materia lingüística. Los municipios de Finlandia pueden ser oficialmente de lengua finesa, de lengua sueca o bilingües. Las categorías se establecen como sigue:
- Municipios con una minoría sueca de menos del 8% y menos de 3.000 habitantes: oficialmente de lengua finesa.
- Municipios con una minoría sueca de más del 8% o de más de 3.000 habitantes: oficialmente bilingües.
- Municipios con una minoría finlandesa de menos del 8% y menos de 3.000 habitantes: oficialmente de lengua sueca.
- Municipios de las islas Åland: por ley, la lengua oficial es el sueco.

En las localidades clasificadas como bilingües, principalmente en la región de Ostrobotnia y a lo largo de la costa suroccidental del país (incluida la capital, Helsinki), la toponimia oficial aparece generalmente en la doble forma finlandés/sueco y toda la señalización es bilingüe (incluida la red de autopistas). La lengua mayoritaria decide la posición en la que se colocan las inscripciones (una mayoría lingüística finlandesa implica que la indicación situada más arriba sea la finlandesa y viceversa).
En el archipiélago de las islas Åland y en los municipios continentales de Korsnäs, Larsmo y Närpes, la única lengua oficial es el sueco y, como tal, es la única lengua que se emplea en la señalización.
Al norte del país, en Laponia, las indicaciones de localización son en finés y en una de las lenguas sami que se hablan en la región.

### Malta
La isla de Malta es oficialmente bilingüe inglés-maltés. Sin embargo, la señalización vial es monolingüe y utiliza el inglés para todos los textos complementarios de las señales, si bien los topónimos vienen en la denominación local maltesa.

### Suiza

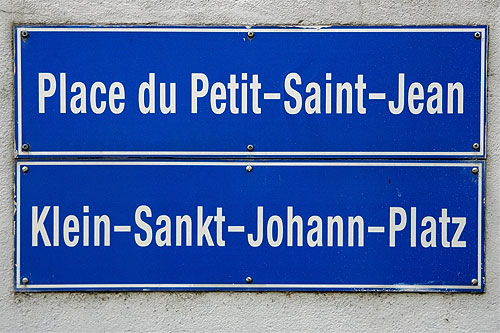
Placa de una plaza de Friburgo (Suiza), en alemán y francés.

En Suiza se hablan oficialmente 4 lenguas y algunas regiones de transición son bilingües en francés y alemán. La señalización vial viene indicada normalmente en la lengua principal del lugar, pero pasa a ser bilingüe en los lugares donde haya una minoría lingüística de al menos el 30% de los habitantes. En el cantón de los Grisones, las indicaciones complementarias suelen estar en alemán (a excepción de la señal de límite de velocidad que también presenta la versión en romanche: limita generala), mientras que las indicaciones microtoponímicas están a menudo en romanche (y en alemán la denominación de las localidades mayores).

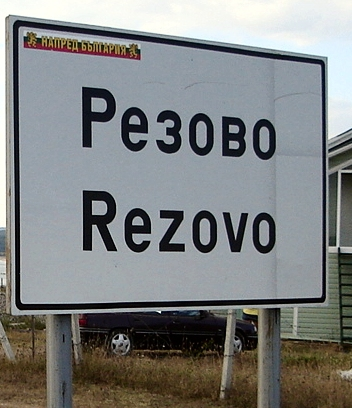
Señal con transliteración latina en Bulgaria.

### Serbia, Bulgaria y Macedonia
En los países eslavos que utilizan caracteres cirílicos, las indicaciones viales de los itinerarios principales se transliteran normalmente a caracteres latinos. Algunas señales, como la de STOP, se pasan a grafía cirílica (CTOΠ).

## Señalización vial bilingüe en el resto del mundo

### Rusia
En Rusia, como en otros muchos países que utilizan alfabetos no latinos, la señalización de indicación de los itinerarios principales y turísticos suele mostrar su correspondiente transliteración a caracteres latinos de los topónimos en caracteres cirílicos.[cita requerida]

### Israel

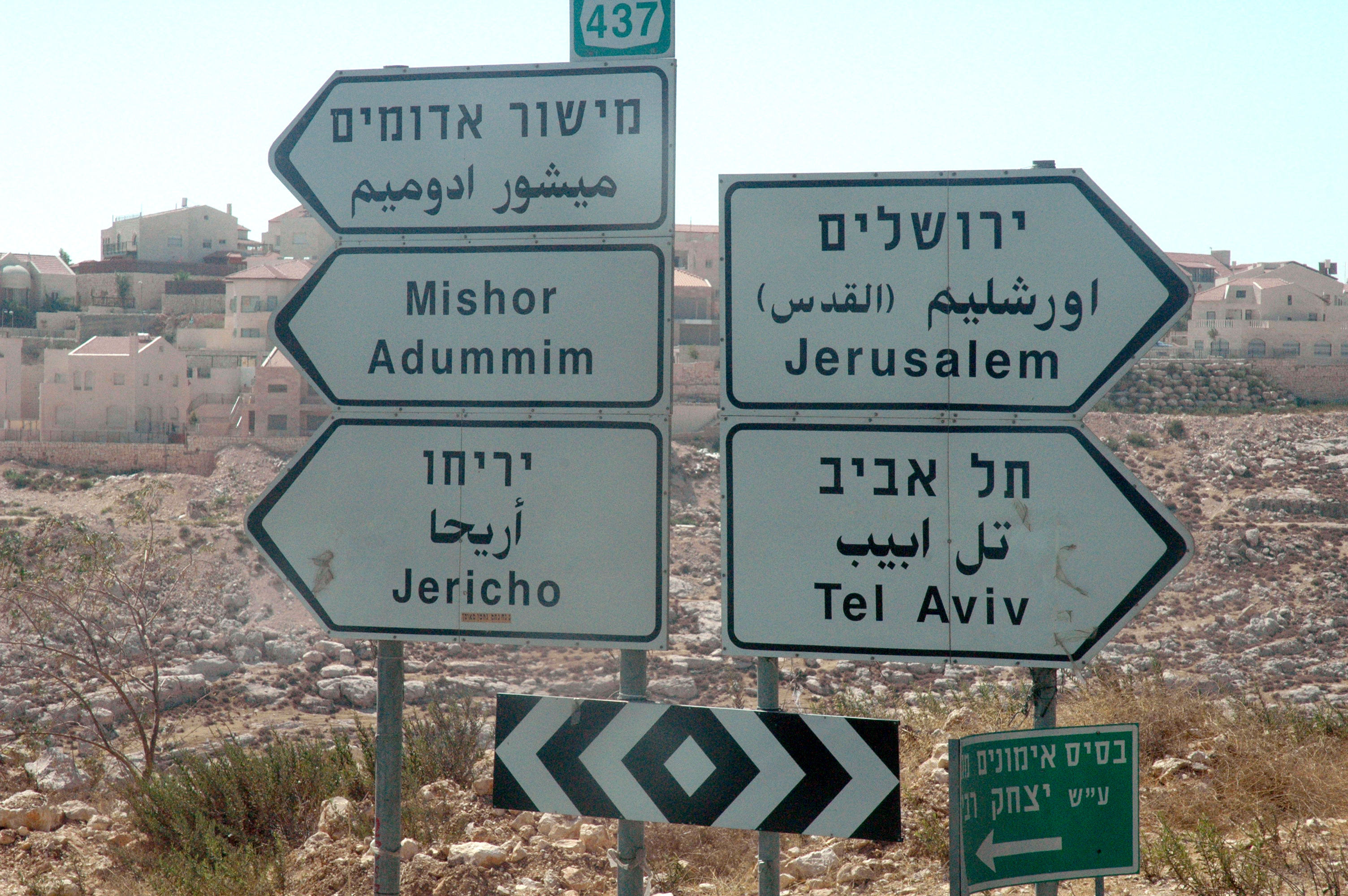
Grupo de señales en Israel.

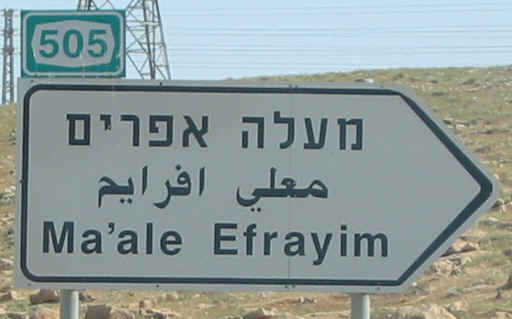
Cartel trilingüe en hebreo/árabe/inglés en Israel.

En Israel, las señales suelen reproducir las indicaciones en hebreo y en caracteres latinos (normalmente según la toponimia inglesa). En las zonas con presencia árabe o colindantes con los Territorios Palestinos también se usan carteles trilingües: en hebreo, en árabe y en el alfabeto latino, generalmente en lengua inglesa.

### Catar y los Emiratos Árabes Unidos

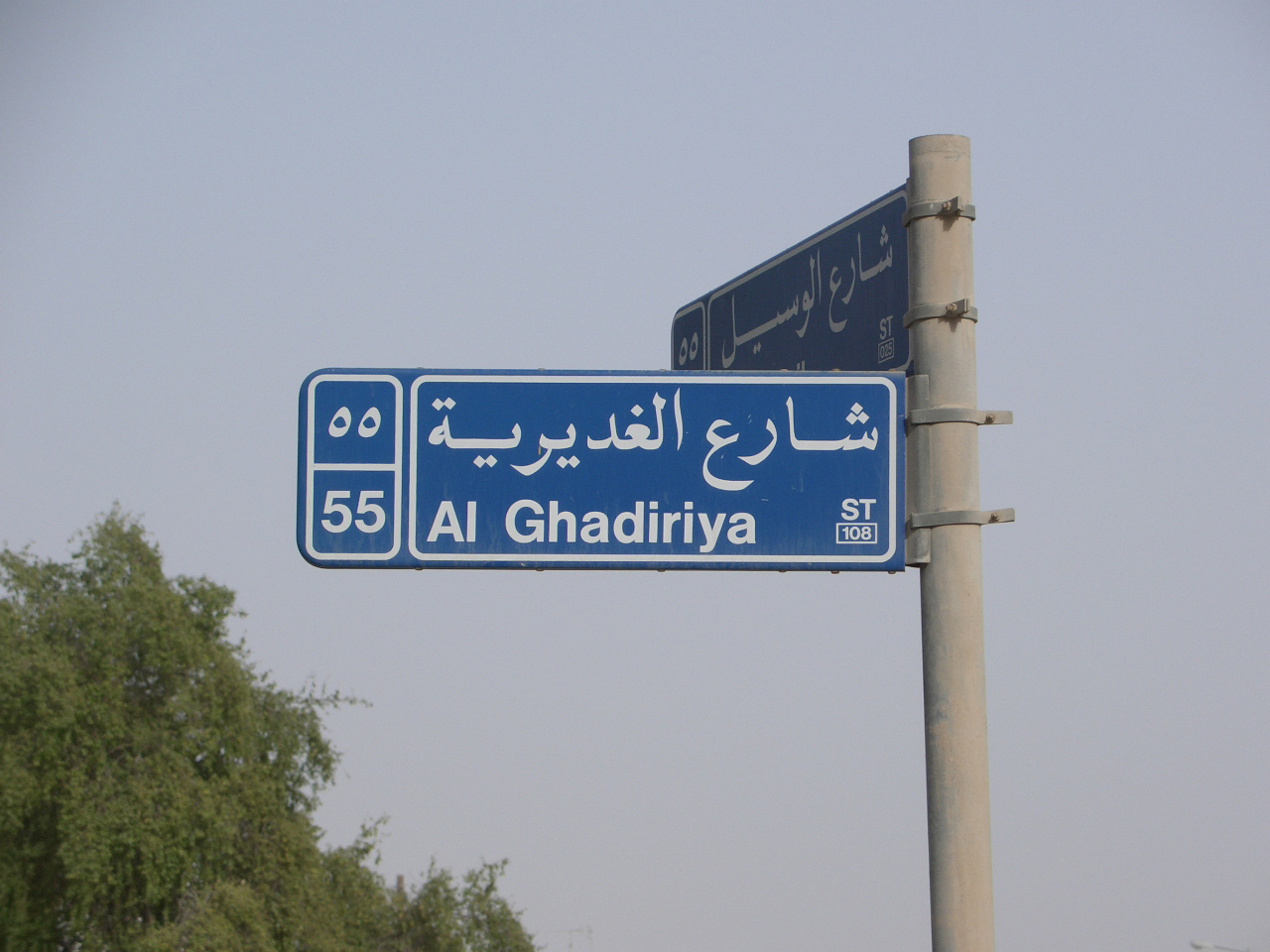
Señal bilingüe en Doha (Catar).

Ambos países, en virtud de la reducida dimensión y el notable nivel de riqueza del país, presentan en su red vial principal una señalización moderna de tipo occidental y estándar europeo, basada principalmente en el modelo inglés. La lengua oficial allí es el árabe, pero las indicaciones llevan también la transliteración a caracteres occidentales (en inglés para los textos). El orden utilizado suele ser árabe/inglés y, en caso de una colocación horizontal (ambas inscripciones una al lado de la otra, en la misma línea), el orden que se usa es inglés/árabe (el árabe tiene una dirección de escritura y lectura inversa respecto a las lenguas occidentales), con un resultado muy claro, gracias en parte a la notable diferencia visual entre los dos alfabetos.

### Túnez, Argelia y Marruecos

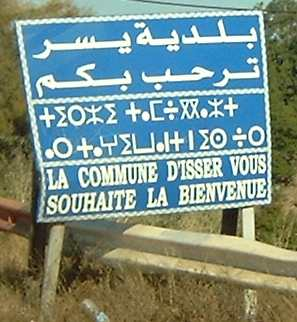
Cartel de bienvenida del municipio de Isser en Cabilia (Argelia) en árabe, bereber (en alfabeto tifinagh) y francés.

En Túnez, Argelia y Marruecos, países que estuvieron bajo dominio francés y en los cuales hoy es oficial el árabe, el bilingüismo  continúa siendo de facto particularmente extenso y tolerado e, incluso con las debidas diferencias, las señales de indicación y localización de los principales itinerarios y de las zonas turísticas y urbanizadas siguen los modelos europeos y presentan la doble forma en árabe y francés (en el caso de topónimos menores, normalmente viene bajo la forma de transliteración afrancesada); también son bilingües los nombres de las calles. Las señales internacionales, que normalmente están en caracteres latinos (STOP, P) van acompañadas por su correspondiente traducción al árabe (فقف/STOP). Las informaciones complementarias se indican, en cambio, exclusivamente en árabe (قف), ante todo en las regiones interiores.
Hay que tener en cuenta que, si bien el árabe es la lengua oficial, en estos países (sobre todo Argelia y Marruecos) todavía es muy frecuente el uso del bereber, y desde hace tiempo sus hablantes tratan de conseguir el reconocimiento oficial de esta lengua. Entre las numerosas reivindicaciones está la de la introducción de una señalización bilingüe que incluya al bereber, pero de momento las autoridades estatales se oponen a estas reivindicaciones.
Solo en Cabilia, una belicosa región de Argelia donde los bereberes se pelean con particular vigor, muchos municipios han tomado la iniciativa de poner señales plurilingües que incluyen al bereber, las cuales son toleradas.

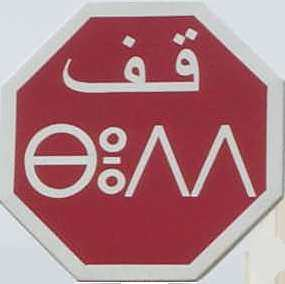
Señal de STOP en Nador, en árabe y bereber. Apareció el 29-4-2003, desapareció por la noche.

Diferente es la situación en Marruecos. Cuando, a principios de 2003, el IRCAM (Instituto Real de Cultura Amazig) decide adoptar oficialmente el alfabeto tifinagh para introducir el bereber en las escuelas, el municipio de Nador, localidad berberófona del Rif, decide, el 29 de abril de 2003, introducir una señal local con inscripciones en bereber con los caracteres tifinagh. La decisión solo duró unas pocas horas: en breve el ministro del Interior Mustafá Sahel invalidó la decisión del concejo municipal y dio la orden de reemplazar todos los carteles bilingües que se habían colocado en aquella ciudad.

### Japón

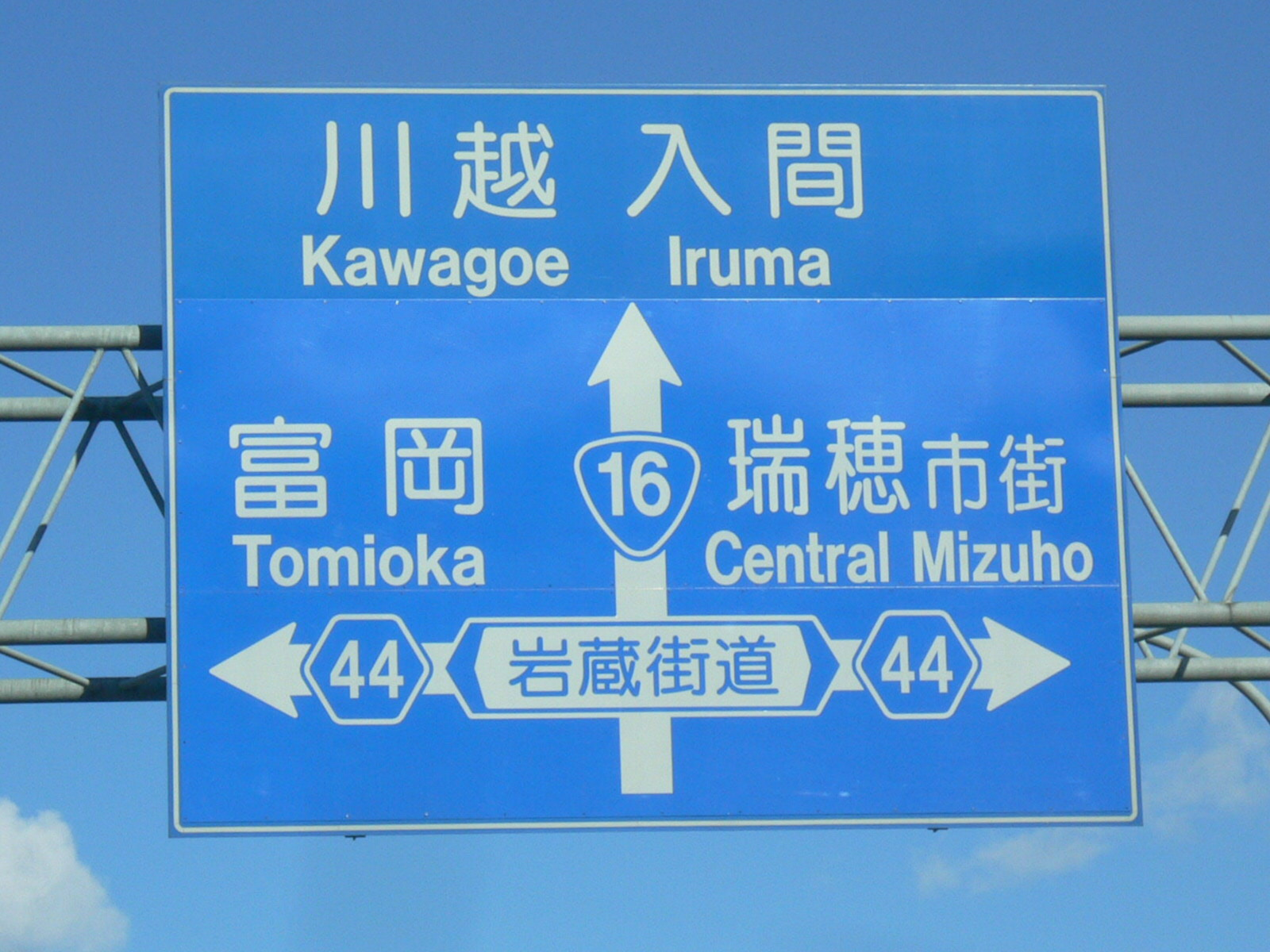
Señal de tráfico japonesa.

Japón no tiene regiones bilingües (a excepción de la base militar estadounidense de Okinawa y las zonas de idioma ainu) pero, ya que el japonés utiliza caracteres propios (ideogramas), las indicaciones de dirección y los topónimos se repiten generalmente transliterados a caracteres latinos (en inglés cuando se trata de textos complementarios).

### China

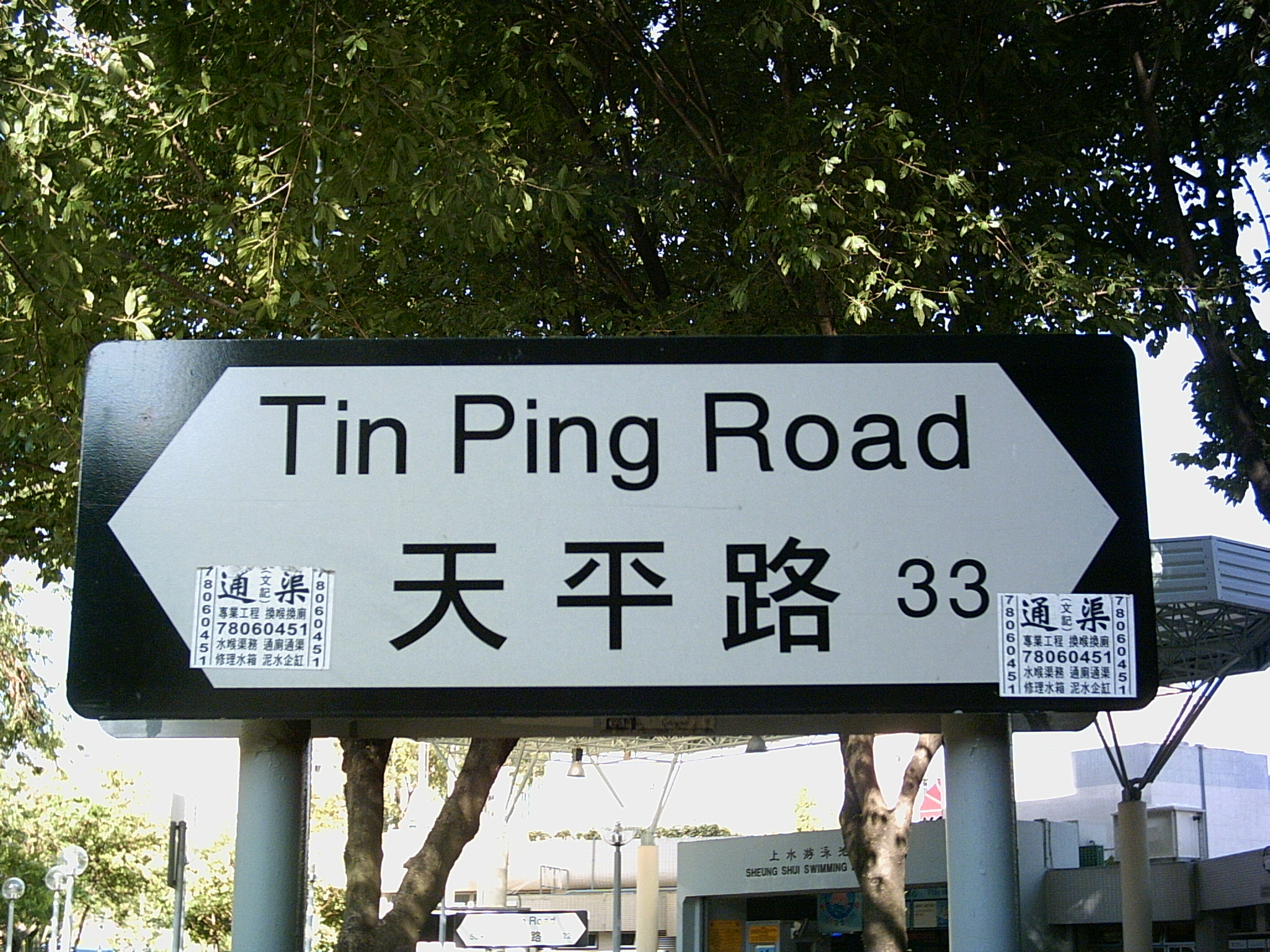
Señal bilingüe en una calle de Hong Kong.

En China se habla gran número de lenguas locales, pero el hecho de utilizar una escritura ideogramática no basada en la pronunciación, sino en el significado, hace que los textos sean comprensibles incluso en contextos lingüísticamente diferentes, haciendo innecesario el empleo de la señalización bilingüe. Con el desarrollo del comercio internacional y la creciente motorización del país, comienzan a aparecer carteles con indicaciones transliteradas a caracteres latinos en los itinerarios principales de las mayores metrópolis chinas (Shanghái, por ejemplo).
La señalización bilingüe en inglés y chino se usa ampliamente en Hong Kong, ex-posesión británica, donde la presencia de extranjeros está fuertemente consolidada. La señalización utiliza todavía los estándares británicos y la lengua inglesa precede a la china en las indicaciones.

### Taiwán

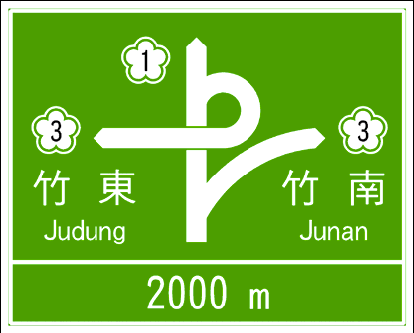
Cartel de preseñalización de intersección en Taiwán.

En Taiwán, la señalización vial de los itinerarios principales se translitera normalmente a caracteres latinos (con eventuales textos en inglés), mientras que los textos complementarios solo se escriben en chino. La señal de STOP presenta la inscripción solamente en chino (en raras ocasiones acompañada por un panel complementario debajo con su correspondiente transliteración).

### Nueva Zelanda
En Nueva Zelanda son oficiales el inglés y el maorí (idioma hablado por cerca del 4% de la población). Mientras que todas las administraciones y servicios públicos están dotándose de una denominación y señalización bilingüe, en el campo vial la tendencia es actualmente a reducir al mínimo el empleo de la señalización bilingüe para garantizar una mejor legibilidad de las señales. La señalización es, en la mayoría de los casos, monolingüe en inglés y solo es bilingüe en las áreas más importantes de interés cultural.

### Canadá

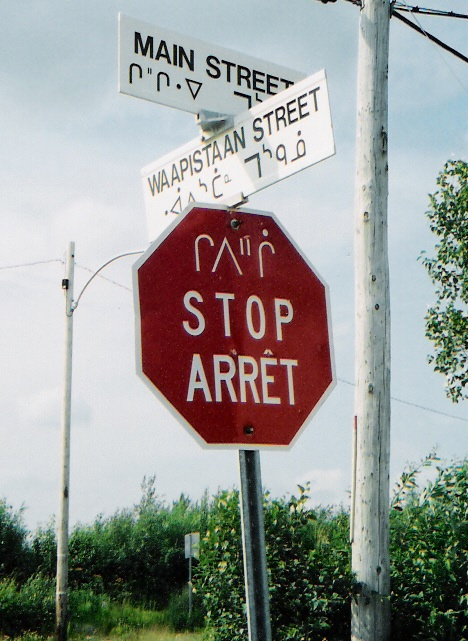
Señalización vial en cree, inglés y francés en Mistissini (Canadá).

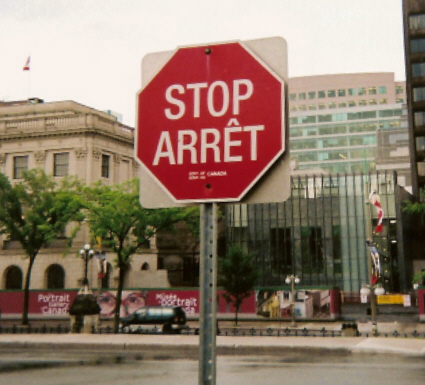
Señal de STOP bilingüe en Ottawa.

#### Lenguas oficiales
En Canadá, la señalización bilingüe en francés/inglés es normativa en Nuevo Brunswick y en algunas localidades de Ontario y Manitoba, así como cerca de las zonas de transición entre mayorías lingüísticas y en las carreteras principales de toda la nación salvo en Quebec, donde todas las indicaciones figuran únicamente en francés.
La región de la capital Ottawa es simbólicamente bilingüe desde 2002, tanto al nivel de servicios como de señalización urbana (nombres de calles y algunas señales de carreteras), aun siendo el inglés la lengua dominante en la población (hay aproximadamente un 32% de francófonos) y aun tratándose de una región históricamente anglófona.
Por el contrario, la provincia de Quebec es oficialmente francófona y su toponimia no utiliza más que el francés, incluso para las informaciones complementarias. Aquí, las señales de STOP se convierten en señales de ARRÊT, pues el empleo de STOP en francés, que data de 1927, es percibido allí como un anglicismo, al contrario que en otros países francófonos.

#### Lenguas amerindias

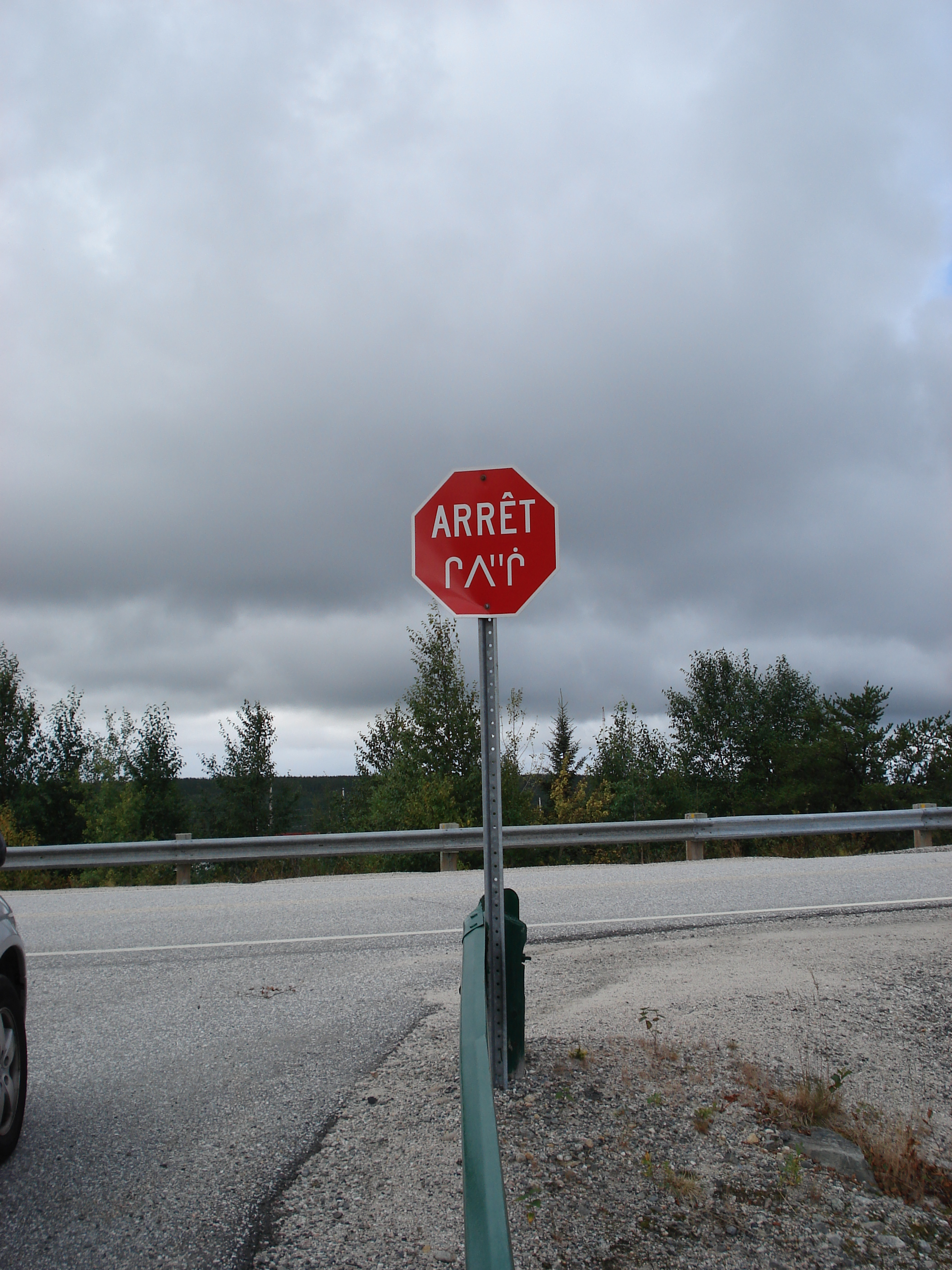
Señalización bilingüe en la bahía de James (francés/inuit) en Quebec

En el territorio de Nunavut, al norte de Canadá, la señalización urbana en la capital Iqaluit se muestra en inuktitut, francés e inglés.
En la comunidad amerindia Huron-Wendat, situada cerca de la Ciudad de Quebec, las señales de tráfico bilingües son en francés y wendat, incluyendo la señal de STOP, que indica ARRÊT/SETEN.
En la comunidad amerindia cree de Mistissini, la señalización vial es en cree, inglés y francés.
A lo largo de la bahía de James, en la región de Nord-du-Québec, las señales de tráfico son bilingües en francés/inuit.

### Estados Unidos

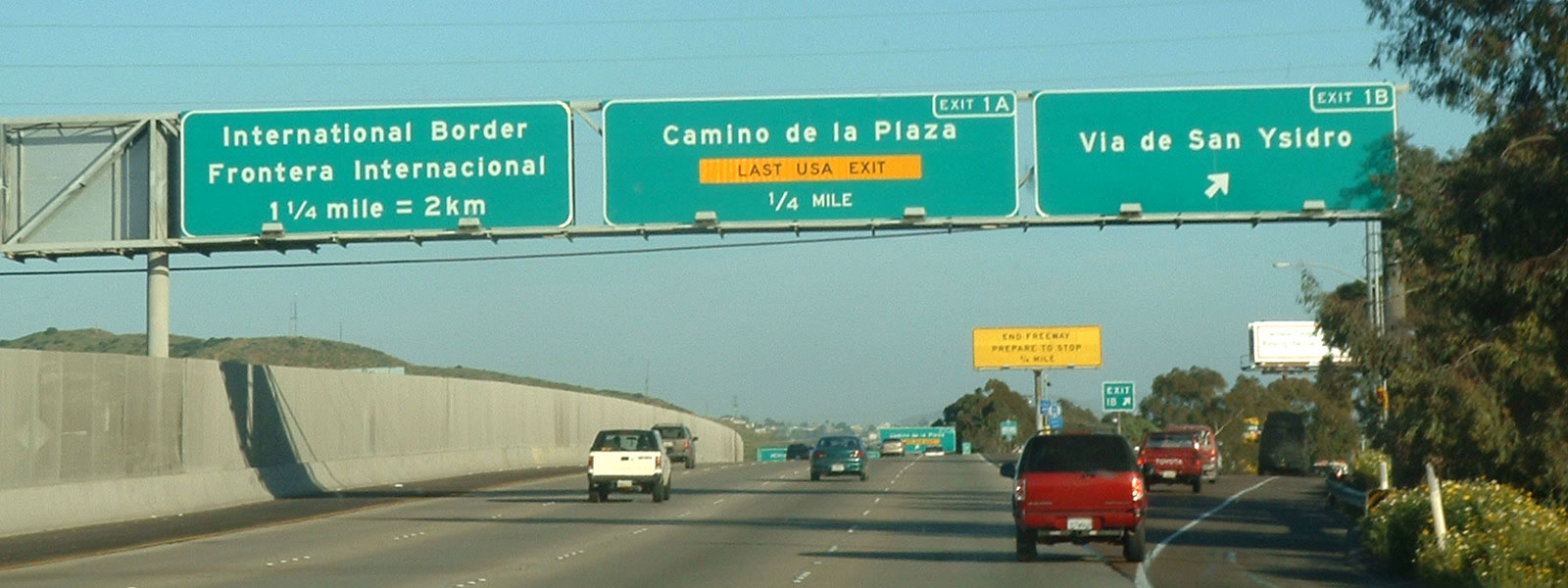
Señalización bilingüe en la I-5 estadounidense, en su tramo final, a la altura de San Ysidro (California).

En los Estados Unidos, el inglés es la única lengua oficial de las administraciones públicas. En algunos estados (Florida, California, Nuevo México), sin embargo, la presencia de origen hispánico es particularmente notoria y determina un bilingüismo en inglés/español de facto. A diferencia de algunas indicaciones públicas y de seguridad que a menudo son bilingües, incluso donde la presencia hispánica es menor (Nueva York o Chicago), la señalización vial no es bilingüe, sino que siempre está exclusivamente en inglés (salvo los topónimos de algunas regiones, que están en español), con un empleo además notablemente reducido de los pictogramas en las señales complementarias y la preferencia por el texto escrito (causa de la amplia difusión internacional del inglés).
Constituyen una excepción los últimos tramos de las carreteras principales que conducen a México (sobre la base de los acuerdos NAFTA), donde aparecen señales de STOP bilingües (STOP/ALTO), por ejemplo. En las regiones originariamente de lengua francesa (Luisiana) o con fuerte presencia germánica (Pensilvania), la indicación bilingüe se limita a las placas de las calles del centro histórico de algunas ciudades y constituye una iniciativa predominantemente turística a falta del carácter oficial.

### Brasil (Río Grande del Sur)
En las rutas del sur del estado de Río Grande del Sur y por la proximidad con Argentina y Uruguay, algunas señales de tránsito, como "Não Ultrapasse/No sobrepase", están escritas tanto en portugués como en español. Distinto es del lado argentino, el cual se limita únicamente al español.

## Señalización plurilingüe de orientación y seguridad
Independientemente del estatus lingüístico de un territorio, se usa a menudo la señalización plurilingüe en lugares de gran tránsito o fronterizos, en las inmediaciones de sedes de instituciones internacionales y en presencia de un elevado número de hablantes de un determinado idioma. A diferencia de la señalización vial, que debe respetar estándares internacionales y nacionales y reviste carácter de oficialidad, las demás tipologías de señalización no están normalizadas generalmente (a excepción de la señalización de seguridad).

### Señalización turística y de orientación

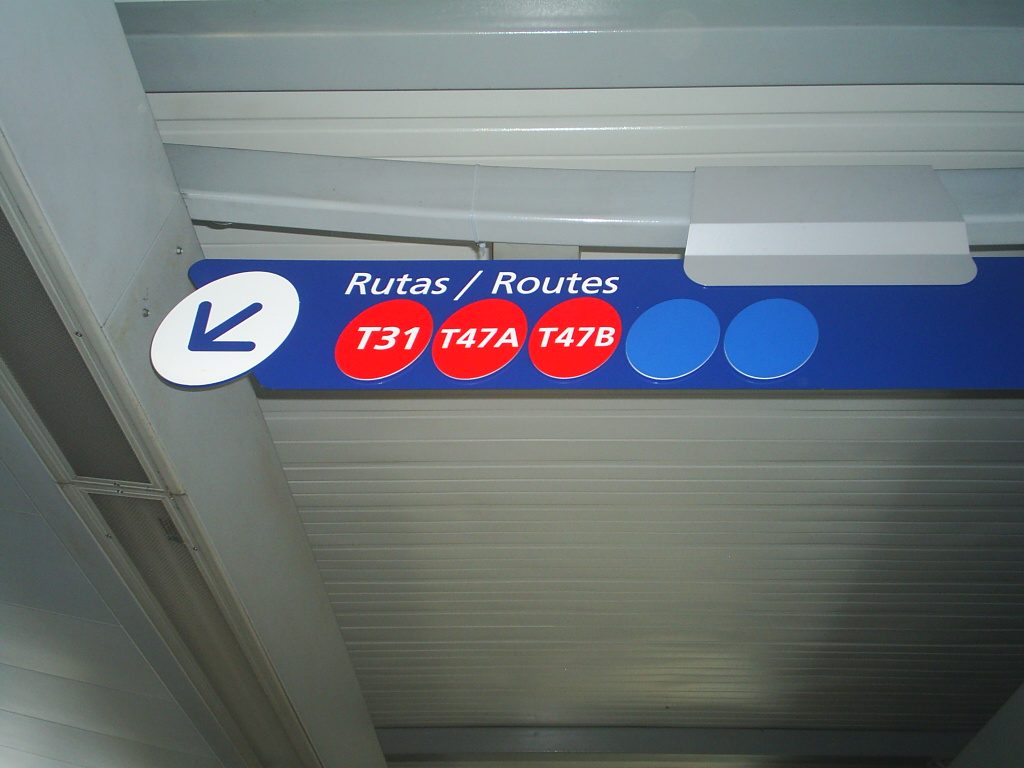
Señalización bilingüe en la Estación del MIO, en español e inglés.

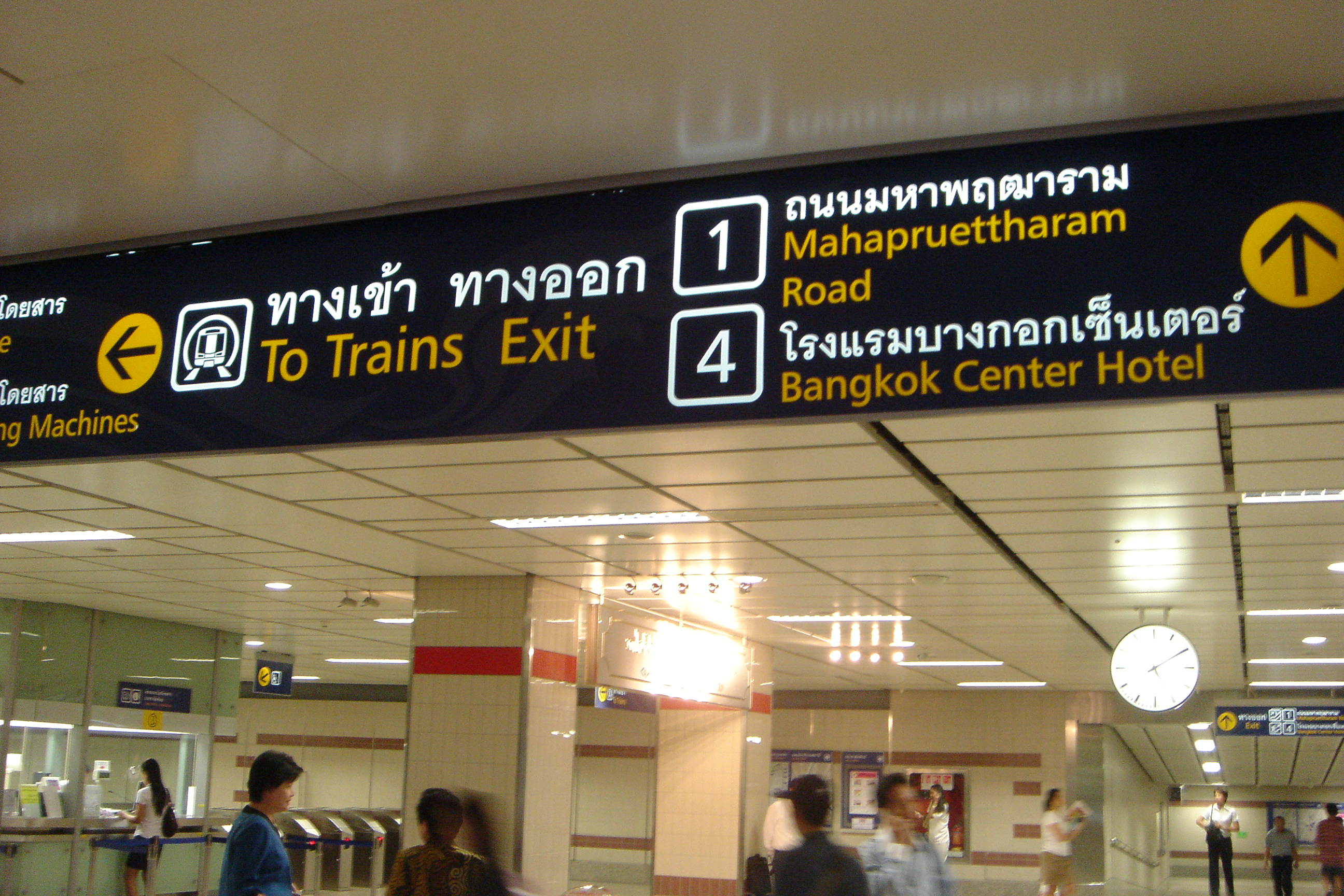
Signos bilingües en tailandés/inglés en el metro de Bangkok (Tailandia).

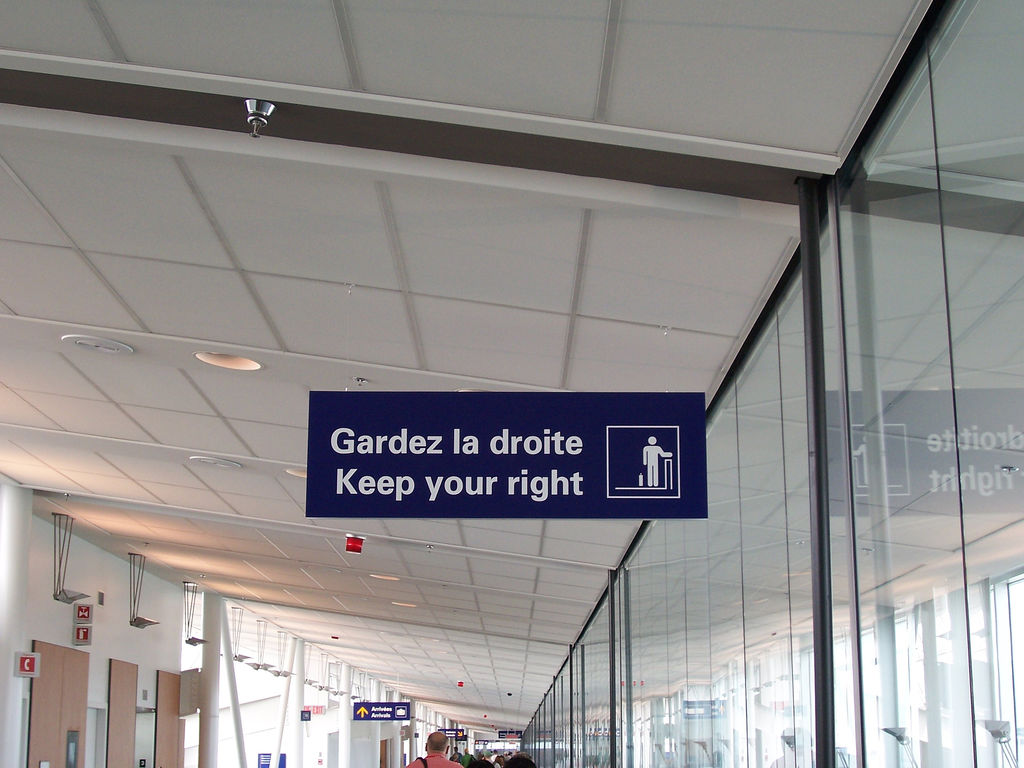
Cartel bilingüe en francés e inglés en el Aeropuerto Internacional Pierre Elliott Trudeau de Montreal (Canadá).

La señalización plurilingüe de orientación (no vial) se suele colocar en los lugares de gran tránsito (incluso fuera de los territorios en los que rige el bilingüismo). Aún no estando regulada ni normalizada, presenta las siguientes características:
- Aeropuertos, estaciones ferroviarias y puertos: constituyen los lugares dotados del mayor carácter de "internacionalidad". Se emplean pictogramas fácilmente comprensibles, textos en el idioma nacional, seguidos (a veces con un tipo de letra diferente o en cursivas) por su versión en inglés y a veces en otras lenguas (en Europa usualmente francés, alemán o español).

Así, en la nueva estación marítima de Marsella (Francia) la señalización de orientación está completamente en francés y árabe (el movimiento de pasajeros hacia Argelia y Túnez constituye el 50% del tráfico total).
- Estaciones de metro, medios de transporte públicos, servicios públicos urbanos, hospitales, oficinas públicas, grandes centros comerciales: está en aumento el número de servicios públicos de transporte en las áreas metropolitanas que emplean indicaciones bilingües. Normalmente se usa el idioma local seguido por el texto en inglés (o en otras lenguas habladas por la mayor parte de los usuarios) con un carácter diferente (generalmente en cursiva);
- Puestos fronterizos: las informaciones ofrecidas en más de una lengua (normalmente las de los países fronterizos, además del inglés) son principalmente de carácter administrativo;
- Lugares con una elevada presencia turística: las indicaciones respetan normalmente la procedencia de los principales flujos turísticos, lo que implica un notable grado de heterogeneidad de la señalización.

En la Unión Europea, las sedes de las instituciones comunitarias suelen adoptar las versiones en inglés, francés y alemán (de hecho, las lenguas de trabajo de la institución) o bien la sucesión alfabética de todas las 24 lenguas oficiales de la Unión (en detrimento de la inmediata comprensión de la indicación).

### Señalización de seguridad
La señalización de seguridad debería respetar las indicaciones contenidas en la norma ISO 7010:2003 (Graphical symbols - Safety colours and safety signs - Safety signs used in workplaces and public areas), pero las variadas normativas que existen a nivel nacional no siempre resultan homogéneas y conformes a la misma. Esta norma prevé el empleo prioritario de pictogramas, a veces acompañados por breves textos descriptivos en el idioma nacional. Además, en las situaciones en las que rige el bilingüismo jurídico (donde las indicaciones aparecen en las lenguas oficiales), la misma información viene a veces repetida en inglés o en las lenguas de mayor procedencia de los trabajadores. En las zonas con una elevada presencia hispánica de los Estados Unidos, en las actividades laborales suele usarse una señalización de seguridad que reproduce los textos en inglés y español (en los Estados Unidos, el empleo de pictogramas no está muy extendido).